# Den finske borgerkrig
Den finske borgerkrig (finsk: Suomen sisällissota, kansalaissota; svensk: Finska inbördeskriget) var en af de nationale, politiske og sociale omvæltninger, som blev forårsaget af 1. verdenskrig (1914–1918) i Europa. Borgerkrigen drejede sig om kontrol og ledelse af Storhertugdømmet Finland da det opnåede sin uafhængighed af Rusland efter oktoberrevolutionen i Petrograd. Krigen blev udkæmpet fra 27. januar til 15. maj 1918 mellem styrker fra Finlands Socialdemokratiske Parti under ledelse af Finske Folks Delegation, kaldet "De røde" (finsk: punaiset, svensk: röda) og styrker fra de ikke-socialistiske konservativt-anførte Finske senat, kaldet "De hvide" (finsk: valkoiset, svensk: vita). De røde var hovedsagelig finsktalende arbejdere og fik støtte fra den den Føderative russiske Sovjetrepublik. De havde deres base i industribyerne mod syd. De hvide bestod overvejende af landmænd og svensktalende fra middel- og overklassen, og de fik militær støtte fra det Tyske kejserrige. De hvide vandt krigen, hvor omkring 37.000 mennesker døde ud af en befolkning på 3 millioner.
Efter landdagen i Borgå i 1809 var Finland, som tidligere havde tilhørt Sverige, blevet regeret som en nominelt uafhængig del af det Russiske kejserrige med betegnelsen Storfyrstendømmet Finland. Det udviklede sig gradvist til det, der blev den finske stat i sammenhæng med en markant finsk bevægelse, som var centreret om den finsktalende del af befolkningen. Finland havde været kulturelt delt mellem flertallet, som var finsktalende, og mindretallet som talte svensk, men de blev forenet i deres modstand mod russificeringen, som blev indledt i 1899.
Februar- og oktoberrevolutionerne i 1917 førte til Ruslands kollaps og udtræden af 1. verdenskrig. Det kaos som fulgte i selve Rusland førte til et sammenbrud i storhertugdømmet Finland af såvel regering, militær, økonomi og samfund. Før 1917 havde der været en høj befolkningstilvækst i Finland, industrialisering, forbedring af økonomien og levestandarden, vækst i arbejderbevægelsen og tydelige økonomiske, sociale og politiske skel, og det politiske system i Finland var i en ustabil fase af demokratisering og modernisering.
Magttomrummet i 1917 førte til en bitter kamp om ledelsen af den finske stat mellem den venstreorienterede arbejderbevægelse, som blev anført af socialdemokraterne og de mere højreorienterede ikke-socialister. Begge sider afviste at indgå politiske kompromisser og prøvede at få overtaget.
Til sidst gennemsyrede magtkampen alle lag i samfundet fra den lokale administration til arbejdspladserne. Finland erklærede sig uafhængigt den 6. december 1917 og den nyligt dannede russiske Folkekommissærernes råd anerkendte det den 31. december 1917. Selv om flertallet af finnerne støttede uafhængigheden, kom uafhængighedserklæringen under en magtkamp; derfor medførte den hverken en samling eller en fredeliggørelse af nationen eller samfundet.
Både venstre- og højrefløjen begyndte at danne væbnede grupper efter foråret i 1917. Til sidst blev det til to paramilitære styrker – den røde og den hvide garde. Der var en atmosfære af politisk vold, frygt og mistro i Finland. Kampe brød ud mellem de røde og de hvide i januar 1918 og de eskalerede hurtigt. Finnernes skæbne i 1917–1918 mindede meget om den mindre folkeslag oplever når de adskilles fra store folkeslag i opløsning.
Den røde garde havde en samlet styrke på omkring 85.000 mand og gennemførte en generaloffensiv fra midten af februar til starten af marts, men den slog fejl. Den hvide gardes generaloffensiv blev indledt den 15. marts. (dens styrke var omtrent den samme som den røde gardes). 60.000-80.000 russiske tropper var stadig stationeret i Finland i starten af 1918, men hovedparten var demoraliserede og uvillige til at kæmpe, og de var trukket tilbage fra Finland inden udgangen af marts. Den vigtigste sovjetiske støtte til de røde bestod af forsyninger af våben. Den hvide gardes offensiv blev understøttet af den 10.000 mand store tyske Ostsee division og den 3.000 mand store Detachement Brandenstein fra den tyske hær som greb ind i det sydlige Finland den 3. og 7. april. Slagene om Tampere og Vyborg blev vundet af de hvide og slaget om Helsinki blev vundet af de tyske tropper, og det var de afgørende militære operationer under krigen. Både de røde og de hvide brugte politisk terror som våben under krigen.
I kølvandet på krisen og borgerkrigen i 1917–18 skiftede Finland fra at tilhøre den russiske til den tyske magtsfære. Det konservative finske senat forsøgte at oprette et finsk kongerige, som skulle regeres af hessiske kongehus, men efter Tysklands nederlag i 1. verdenskrig blev Finland en uafhængig demokratisk republik med et samfund under modernisering.
Borgerkrigen er fortsat den mest traumatiske, kontroversielle og følelsesmæssigt ladede begivenhed i det moderne Finlands historie, og der har været strid om hvad krigen skulle kaldes. Hovedparten af ofrene i borgerkrigen døde ikke på slagmarkerne. Tre fjerdedele af de døde tilhørte den røde garde og dens støtter. Hovedparten af de døde var ofre for politiske terrorkampagner og stor dødelighed i fangelejre. Omvæltningerne førte til en alvorlig fødevaremangel, ødelagde den finske økonomi, knuste det politiske apparat og delte den finske nation i mange år. Finland blev langsomt genforenet gennem kompromisser, som blev udformet af moderate politikere. Skiftet til en fredelig udvikling af det finske samfund blev muliggjort af resultatet af 1. verdenskrig og af den kulturelle og nationale enhed som var opstået før 1918.

## Baggrund
Den vigtigste årsag bag den finske borgerkrig var 1. verdenskrig. Krigen førte til det russiske kejserriges kollaps og februar- og oktoberrevolutionen i 1917. Dette medførte et stort magtvakuum, som medførte en magtkamp. Det autonome Storfyrstendømmet Finland, var en del af det russiske kejserrige og blev en del af kampen og tomrummet. Krigen mellem Tyskland og Rusland havde stor betydning for Finland fra 1914 og frem.
Begge riger havde politiske, økonomiske og militære interesser i det finske område. Den militære betydning af storfyrstendømmet var vokset for Rusland siden midten af det 19. århundrede med de stigende spændinger og kappestriden mellem de europæiske stormagter. Det nordvestlige område var sammen med Estland en del af adgangsvejen og bufferzonen foran den russiske hovedstad Petrograd (Sankt Petersborg), via den Finske bugt ind til Kronstadt flådebasen og Karelen. Storfyrstendømmet var også blevet en vigtig kilde til råstoffer, industriprodukter, fødevarer og arbejdskraft for Rusland.
Fra starten af 1. verdenskrig havde det tyske rige betragtet Østeuropa – og ikke mindst Rusland – som en vigtig kilde til vitale produkter og råmaterialer som kunne opretholde landets styrke under krigen og efter den endelige sejr. Nogle tyske ledere var mest optaget af to-frontskrigen som Tyskland var indblandet i. De fulgte en politik, som gik ud på at ødelægge fjenden indefra ved økonomisk at støtte revolutionære grupper såsom bolsjevikkerne i Rusland. I alt blev der brugt 25 mio. rigsmark på Rusland. Kontrol over det finske område ville også give den tyske hær adgang til Rusland via Petrograd og trænge frem mod nordøst mod Kolahalvøen, et område, som var rigt på råmaterialer til mineindustrien. Landet havde også rigelige tømmer og malmreserver foruden en veludviklet skovindustri.
Mellem 1809–1898, en periode, som kaldtes Pax Russica, havde det finsk-russiske forhold været usædvanligt fredeligt og stabilt, sammenlignet med andre dele af det russiske kejserrige. Krimkrigen i 1850'erne førte til forsøg på at sætte fart på moderniseringen af Rusland, hvilket førte til over 50 år med positiv økonomisk, industriel, kulturel og uddannelsesmæssig udvikling i Storfyrstendømmet Finland. Det finske sprogs forbedrede status var især slående. Denne udvikling opmuntrede også finsk nationalisme og en kulturel enhed gennem grundlæggelsen af den Fennomanske bevægelse, som bandt finnerne til det lokale styre og førte til tanken om at de finske storfyrstendømme var en stadig mere autonom del af det russiske kejserrige.
I 1899 indledte det russiske kejserrige en integrationspolitik gennem russificering af det finske storfyrstendømme:
- den militære og strategiske situation i Rusland var blevet mere vanskelig på grund af det Tyske rige og Japan, og
- den russiske centraladministration og filosofien om panslavisme var vokset i Sankt Petersborg.

Som konsekvens heraf havde den russiske zar og de militære ledere siden 1870'erne forsøgt at forene det store heterogene rige i en russisk multinational dynastisk union.
Russificeringen af Finland og regeringskrisen i landet efter det kejserlige dekret i 1899 var resultatet af et sammenstød mellem ideologien om periferal autoritet (storfyrstendømmet som en stat i det russiske rige, men en adskilt del af det russiske regeringsapparat) og centralmagten (et udelt Rusland domineret fra Sankt Petersborg). Russificeringen havde til formål at styre den militære og administrative kontrol over Storfyrstendømmet. Finnerne kaldte integrationspolitikken for "den første undertrykkelsesperiode, 1899–1905."
Efter 1899 forværredes det finsk-russiske forhold, og der blev for første gang udkastet planer for adskillelse fra Rusland eller selvstændighed for Finland. Dette førte til fremkomsten af en række forskellige politiske og økonomiske grupper i landet. Den mest radikale, aktivistbevægelsen, som rummede anarkistiske grupper fra både arbejderklassen og den svensk-talende intelligentsia udførte terroristangreb.
Under 1. verdenskrig og fremkomsten af Germanisme, indledte de sidste (svecomaner) et hemmeligt samarbejde med kejserriget Tyskland, og fra 1915–1917 blev en finsk "Jäger" (Jääkärit)-bataljon på 1.900 finske frivillige uddannet i Tyskland. Til gengæld valgte nogle få tusinde finner, som havde sympati for zaren, at slutte sig den russiske hær i 1914.

### Politik
De vigtigste årsager til de voksende politiske spændinger blandt finnerne var zarens autokratiske styre og det udemokratiske klassedelte stændersamfund i storfyrstendømmet. Dette system havde sine rødder i det svenske rige i 1600-tallet, som i praksis delte det finske folk i to grupper, som var adskilt økonomisk, socialt og politisk. Den finske befolkning voksede hurtigt i det 19. århundrede fra 860.000 i 1810 til 3.130.000 i 1917, og der opstod en klasse af industri- og landarbejdere og uformuende bønder. Den industrielle revolution og økonomisk frihed kom senere til Finland end til Vesteuropa (1840–1870), på grund af Romanov familiens autokratiske styre. Industrialiseringen blev typisk ledet og finansieret af staten. Det betød at nogle af de sociale problemer, som er forbundet med industrialiseringen, blev reduceret gennem kontrol over administrationen og ved at lære fra andre landes erfaringer såsom England. I det finske område var der tydelige kulturelle forskelle mellem Rusland og Storfyrstendømmet. Stænderne planlagde at opbygge en stadig mere autonom finsk stat, som blev ledet af eliten og intelligentsiaen. Fennomanerne især sigte mod at inddrage almindelige mennesker for at fastholde staten i en ikke-politisk rolle for at mindske uro på grund af sociale problemer. Rent faktisk var bønderne og præsterne allerede begyndt at støtte arbejdernes sag inden industrialiseringen begyndte for alvor. Arbejderbevægelsen og mange upolitiske bevægelser (såsom ungdomsforeninger og afholdsbevægelsen, der blev grundlagt i slutningen af 1800-tallet) blev i starten "ledet oven fra".
Sociale forhold, levestandarden og arbejdernes selvbevidsthed voksede gradvis som følge af industrialiseringen mellem 1870–1916. Samtidig slog de politiske begreber socialisme, socialliberalisme og nationalisme rod især indenfor fennomanien. Men selv om levestandarden voksede blandt det almindelige folk blev kløften mellem rig og fattig udvidet markant.
Den finske arbejderbevægelse, som opstod i slutningen af 1800-tallet ud af folkelige-, afholds- og religiøse bevægelser samt fennomanien havde en "finsk national arbejderklasse"-karakter og blev repræsenteret af af det socialdemokratiske parti, som blev grundlagt i 1899. Bevægelsen kom i forgrunden uden store konfrontationer, da spændingerne under Ruslands fejlslagne krig mod Japan førte til en generalstrejke i Finland og en opstand i kejserriget. I et forsøg på at kvæle uroen blev stændersystemet afskaffet ved en parlamentsreform, som indførte almindelig valgret. Generalstrejken styrkede opbakningen til socialdemokraterne betydeligt. I 1906 var partiet målt på opbakningen i befolkningen den stærkeste socialistiske bevægelse i verden. Udover den vigtige og primære støtte fra arbejderne i byerne, havde socialisterne opbakning fra landarbejdere. Da Finland var et land med forholdsvis små byer med en lille arbejdsstyrke, og da mange industricentre var små "øer" omgivet af store landlige områder, var der social sammenhæng mellem arbejderne i byen og landet.
Fra 1899–1906 var arbejderbevægelsen blev afgørende selvstændig i modsætning til den patriarkalske tankegang i de fennomanske stænder. Arbejderaktiviteterne efter 1899 var blevet rettet mod modstand mod russificering, og havde også søgt at udvikling en indenlandsk politik, som tog hånd om sociale problemer og reagerede på kravet om demokrati. Dette var en reaktion på den nytteløse indenlandske kontrovers, som havde været i gang siden 1880'erne, mellem den finske adel/borgerskab og arbejderbevægelsen vedrørende stemmeret for den almindelige befolkning. Ud over deres pligter som lydige og upolitiske indbyggere i Storfyrstendømmet, og deltagere i den politiske kamp mod zaren, var arbejdere begyndt at bede om og senere kræve borgerrettigheder i det finske samfund. Magtkampen mellem de finske stænder og den russiske administration havde givet dem en konkret rollemodel og plads til arbejderbevægelsen. Til sidst var der sket en hurtig ændring i den brede befolknings tankegang og mål. De fredelige finner, som blot få årtier tidligere havde accepteret klassesamfundet som en langvarig naturlig regulering af deres liv krævede nu ægte borgerskab. På den anden side, så den finske elite sig, på grund af en århundredlang tradition og erfaring med administrativt lederskab, som den indbyggede ledelse af storfyrstendømmet.
Valgreformen i 1906 var et kæmpe spring fremad for den politiske og sociale liberalisering af almindelige finske mænd og kvinder. Det russiske kongehus havde været de mest autokratiske og konservative regenter i Europa, og det finske folk havde oplevet det i form af de fire finske stænder. Mens de fleste lande i Vesteuropa havde indført parlamenter med to kamre ved starten af 1900-tallet valgte finnerne i 1906 at indføre et etkammersystem, og samtidig fik kvinderne stemmeret. Alle voksne finner fik ret til at stemme, hvilket fik antallet af vælgere til at vokse fra 126.000 til 1.273.000. Dette gav snart socialdemokraterne omkring 50% stemmeandel.
Zaren genvandt sin autoritet efter krisen i 1905 og genvandt sin rolle som storfyrste af Finland, og under den anden periode med russificering mellem 1908 og 1917 blev de nye funktioner og beføjelser i det finske parlament rullet tilbage. Zaren mente at parlamentet kun havde en rådgivende rolle. Han alene besluttede sammensætningen af det finske senat, som ikke var i overensstemmelse med sammensætningen af parlamentet, og forbød parlamentarisme. Zaren opløste parlamentet og beordrede nyvalg næsten hvert år mellem 1908–1916.
Parlamentets evne til at løse store sociale og økonomiske problemer blev undermineret af konfrontationerne mellem repræsentanterne for de stort set uuddannede befolkningsgrupper og repræsentanterne for de tidligere stænder, som var vant til meritokratisk styre og holdninger. Samtidig var der konflikter mellem de industrielle arbejdsgivere og deres arbejdere, da industriens folk nægtede at indgå kollektive overenskomster og anerkende fagforeningerne ret til at repræsentere arbejderne. Arbejdsgiverne dikterede og styrede arbejdskontrakterne, som blev indgået på det personlige niveau. Selv om arbejdet og resultaterne i parlamentet havde skuffet arbejderbevægelsen, lod dominans i det finske parlament og lovgivning til at være den eneste vej til at få et mere økonomisk og socialt afbalanceret samfund. Det var derfor, at de arbejdende finske mænd og kvinder identificerede sig kraftigt med staten. Alt i alt førte disse politiske udviklingstendenser til forhold som tilskyndede til en kamp om ledelsen af den finske stat i de ti år frem til det russiske kejserriges sammenbrud.

### Februarrevolutionen
Det strengere russificeringsprogram, som finnerne kaldte "den anden undertrykkelsesperiode 1908–1917", blev stoppet den 15. marts 1917 med fjernelsen af den russiske zar Nikolaj 2. Den umiddelbare årsag til det russiske kejserriges sammenbrud var en indenlandsk krise, som var udløst af de militære nederlag i krigen mod Tyskland og krigstræthed i det russiske folk. De dybere liggende årsager til revolutionen skulle findes i sammenstødet mellem det mest konservative styre i Europa og behovet for politisk og social modernisering, som fulgte i kølvandet på industrialiseringen. Zarens magt blev overdraget til den russiske Duma og den provisoriske regering, som på dette tidspunkt havde et højreorienteret flertal.
Finnerne fik deres autonome status tilbage i marts 1917, og revolten i Rusland gav for første gang det finske parlament ægte politisk magt. Den politiske venstrefløj, som fortrinsvis bestod af socialdemokrater, dækkede et bredt spektrum fra moderate til revolutionære socialister. Den politiske højrefløj var endnu mere sammensat og bestod fra socialliberale og moderate konservative til højrefløjs konservative. De fire store partier var:
- de to gamle Fennomaniske partier, det konservative Finska Partiet og det Ungfinska partiet som rummede både liberale og konservative
- det socialreformistiske Agrarforbundet, som fortrinsvis havde støtte fra små og mellemstore landmænd
- det konservative Svenska folkpartiet, som forsøgte at opretholde den tidligere adels og andre svensktalende minoritetsgruppers rettigheder.[21]

Finnerne stod overfor en skadelig kombination af magtkamp og samfundsmæssigt sammenbrud i 1917. Ruslands sammenbrud udløste en kædereaktion af opløsning blandt finnerne, som startede med regeringen, militæret og økonomien og spredte sig nedad til alle grene af samfundet, såsom lokaladministrationen og arbejdspladserne for at ende på det personlige niveau som ændringer og spørgsmål om frihed, ansvar og moral. 1. verdenskrig ramte det finske folk og nationen, da de ved starten af det 20. århundrede stod ved en skillevej mellem det gamle styre i stænderne og udviklingen af et moderne demokratisk samfund. Retningen og målet i denne ændringsperiode blev i hastigt stigende grad et politisk spørgsmål. Dette førte efterhånden til en væbnet konflikt som følge af den svage finske stat, mangelen på basale styringsmekanismer og instinktive reaktioner blandt de enkelte finner under yderst usikre og farefulde omstændigheder. Socialdemokraterne sigtede mod at fastholde de politiske rettigheder, som arbejderbevægelsen allerede havde opnået, og på at få indflydelse på folket og samfundet. De konservative var bange for at miste deres traditionelle sociale og økonomiske magt. Begge grupper samarbejdede med de tilsvarende politiske kræfter i Rusland, hvilket uddybede splittelsen i landet.
Som konsekvens af den skæve sociale udvikling og arbejderbevægelsens fortsatte placering i den politiske opposition, havde det socialdemokratiske parti opnået absolut flertal i Finlands parlament ved valget i 1916. Det nye Senat blev dannet i marts 1917 af socialdemokraten og fagforeningslederen Oskari Tokoi. Hans senatskabinet bestod af seks repræsentanter fra socialdemokraterne og seks fra ikke-socialistiske partier. I teorien bestod det nye kabinet af en bred koalition, men i praksis, hvor de store politiske grupper ikke var indstillet på kompromisser og med de mest erfarne politikere placeret udenfor kabinettet, viste det sig ude af stand til at løse nogle af de store lokale finske problemer. Efter revolutionen flyttede den realpolitiske magt ned på gadeniveau i form af massemøder, strejkekomiteer og gaderåd dannet af arbejdere og soldater, og til aktive arbejdsgiverorganisationer, hvilket alt sammen tjente til at underminere statens autoritet.
Den hurtige økonomiske vækst, som følge af 1. verdenskrig, som havde hævet industriarbejdernes indkomster og arbejdsgivernes overskud i 1915 og 1916, kollapsede med februarrevolutionen. Det afledte fald i produktion og økonomi førte til høj arbejdsløshed og høj inflation. For de, som havde et arbejde, gav februarrevolutionen frihed til at stræbe efter at løse de langsigtede problemer i deres arbejdsliv. Arbejderne ønskede en 8 timers arbejdsdag, bedre arbejdsbetingelser og højere løn. Disse krav førte til demonstrationer og større strejker inden for såvel industri som landbrug i hele Finland.
Fødevareforsyningen i landet var afhængig af kornafgrøder fremstillet i det sydlige Rusland, mens finnerne havde specialiseret sig inden for mejeribruget. Ophøret af kornimporten fra et Rusland i indre opløsning førte til fødevareknaphed i landet. Regeringen reagerede på dette med at indføre rationering og maksimalpriser, men landmændene modsatte sig regeringskontrollen, og der opstod et sort marked. Fødevarepriserne på det sorte marked blev ved med at stige hurtigt, hvilket var et stort problem for de arbejdsløse arbejderfamilier. Fødevareforsyning, priser og til sidst frygten for sult blev følelsesladede politiske spørgsmål mellem landmænd på landet og industriarbejderne i byerne. De almindelige mennesker, hvis frygt blev udnyttet af politikere og de politiske medier, gik på gaden. Trods mangel på mad blev det sydlige Finland ikke ramt af storstilet hungersnød før borgerkrigen. Økonomiske faktorer bidrog til krigen i 1917, men var kun en sekundær årsag i forhold til kampen om magten i staten.

#### Kampen om magten
Vedtagelsen af Tokois senatslov, som blev kaldt "statsloven" (valtalaki), i juli 1917, blev den første af tre kulminationer på magtkampen mellem socialdemokraterne og de konservative under den politiske krise fra marts 1917 til slutningen af januar 1918. Den russiske zars fald åbnede spørgsmålet om hvem, der skulle have magten i det tidligere storfyrstendømme. Selv om finnerne var gået ind på frihedsmanifestet (fra perioden 1908-1916), som blev udstedt i marts 1917 af den provisoriske russiske regering, havde de i det mindste planer om en udvidelse af den tidligere autonomi.
Februarrevolutionen gav de finske socialdemokrater fremdrift: de havde absolut flertal i parlamentet og en snæver overvægt i senatet. Efter 25 års skuffelser havde socialdemokraterne muligheden for at gribe den politiske magt. Siden begyndelsen af 1910'erne havde socialisterne set, at evnen til at forbedre forholdende for almindelige mennesker igennem sociale reformer var afhængig af at man sad på magten i landet.
De konservative var alarmerede over den fortsat voksende støtte til socialisterne fra 1899 til 1916, som havde nået et højdepunkt i 1917, hvor de dominerede både parlament og senat. Og nu var der ikke en modvægt i form af zaren og den russiske administration. De tidligere stænder havde accepteret og støttet at den almindelige finne fik større rettigheder i samfundet men havde forsøgt at begrænse arbejderklassens adgang til politisk magt i landet. I sommeren 1917 kom det til en større konfrontation mellem socialisterne og de konservative. Det gav arbejderbevægelsen en chance for at få politisk magt og indlede sociale reformer. For de konservative var det vigtigt at få stoppet socialisterne, inden de nåede at ændre markant på magtstrukturerne i landet.

"Statsloven" blev gennemført i overensstemmelse med en socialdemokratisk plan om i betydelig grad at forøge og samle magten i parlamentet som en reaktion på den ikke-parlamentariske og konservative ledelse i det finske senat i perioden mellem 1906-1916. Loven styrkede også Finlands uafhængighed ved at begrænse den russiske indflydelse på indre finske forhold: Ruslands provisoriske regering skulle kun varetage udenrigspolitik og militærpolitik for Finland. I parlamentet blev loven vedtaget med støtte fra Agrarforbundet og nogle højrefløjsaktivister og andre ikke-socialister, som var ivrige efter at opnå finsk selvstændighed. De konservative var modstandere af loven, og nogle af de mest højreorienterede parlamentsmedlemmer opgav deres parlamentspladser.
I Rusland havde den socialdemokratiske plan opbakning fra Vladimir Lenin og de russiske bolsjevikker, som i juli var i gang med at forberede en revolte mod den provisoriske russiske regering, men den provisoriske regering var i mod statsloven, da den ville indskrænke den russiske regerings magt over landet. Regeringen havde fortsat det russiske militærs støtte i Finland. I Petrograd blev Lenin forpurret under "julidagene" og tvunget til at flygte til Finland. Da den russiske krig mod Tyskland stadig mere nærmede sig et nederlag, blev betydningen af Finland som en buffer, der beskyttede Petrograd, understreget, og russerne ville ikke tillade, at finnerne løsrev sig fra Rusland. Den provisoriske regering nægtede at acceptere Statsloven og sendte flere russiske tropper til Finland, hvor de med støtte og samarbejde fra de konservative opløste parlamentet og udskrev nyvalg. Ved valget i 1917 mistede socialdemokraterne deres absolutte flertal, hvilket radikaliserede arbejderbevægelsen og undergravede støtten til, at man baserede sig på parlamentariske metoder til at opnå sine mål.
Begivenhederne i juli 1917 afstedkom ikke alene den røde revolution i januar 1918. Sammen med den politiske udvikling, der var baseret på den finske arbejderbevægelses fortolkning af ideerne i fennomani og socialisme mellem 1880'erne og sommeren 1917 var disse begivenheder afgørende for karakter, indhold og mål for en finsk revolution. For at opnå magten og gennemføre politiske reformer måtte socialisterne overvinde det finske parlament.
Ruslands sammenbrud og februarrevolutionen førte til et tab af institutionel autoritet i Finland og opløsning af politistyrken, hvilket skabte frygt og usikkerhed. Som reaktioner begyndte grupper på højre og venstrefløjen at danne uafhængige sikkerhedsgrupper til egen beskyttelse. I begyndelsen var disse grupper lokale og stort set ubevæbnede. I efteråret 1917, i magttomrummet efter opløsningen af parlamentet og da der ikke fandtes en stabil regering eller en finsk hær, begyndte disse styrker at få en mere militær karakter. Civilgarderne, som senere blev til de hvide garder, blev dannet af lokale mænd med indflydelse, som regel konservative akademikere, industrifolk og store landmænd og aktivister, og de blev bevæbnet af tyskerne. Arbejdernes sikkerhedsvagter og røde garder (som senere kun blev kaldt Røde garde) blev ofte rekrutteret gennem deres lokale partiafdeling og fagforeningerne, og blev bevæbnet af russerne.

### Oktoberrevolutionen
Lenins bolsjevikiske revolution den 7. november 1917 betød, at den politiske magt i Petrograd overgik til de radikale, venstreorienterede socialister, en udvikling som passede det Tyske kejserrige, som var udmattet af at udkæmpe 1. verdenskrig på to hovedfronter. Det havde været de tyske lederes politik at tilskynde til uro eller revolution i Rusland for at tvinge russerne til at bede om fred. Til det formål havde de sikret fri passage for Lenin og hans fæller fra deres eksil i Schweiz til Petrograd i april 1917. Samtidig havde de støttet bolsjevikkerne økonomisk, da de mente at Lenin var det kraftigste våben de kunne affyre mod Rusland. Den tyske politik var en succes. Der blev indgået våbenstilstand mellem Tyskland og bolsjevikkerne den 6. december og fredsforhandlinger begyndte den 22. december 1917 i Brest-Litovsk.
November 1917 var det andet vendepunkt i kampen om magten i Finland. Efter opløsningen af det finske parlament voksede polariseringen mellem socialdemokraterne og de konservative dramatisk. Det parlamentariske magttomrum, som varede i flere måneder, gav mulighed for at de røde og hvide garder kunne spille en større rolle. Efter at de finske ikke-socialister havde vundet valget i oktober 1917, indgik de en slags våbenhvile med den provisoriske russiske regering. Ved den bolsjevikiske revolution blev der igen vendt op og ned på tingene. Det ikke-socialistiske i det nye finske parlament overtog magten den 15. november inden for rammerne af den den statslov, som socialisterne havde vedtaget i juli 1917 og godkendte straks de socialdemokratiske forslag fra juli 1917 om en ottetimers arbejdsdag og almindelig valgret ved lokale valg.
Fil sidst forsøgte de konservative den 27. november at holde fast på magten ved at udnævne et rent konservativ kabinet under ledelse af Pehr Evind Svinhufvud. Regeringen besluttede at løsrive Finland fra Rusland og at forøge de civile garders militære styrke. De første finske Jägere var ankommet til Finland den 31. oktober om bord på et skib ved navn Equity, hvilket også havde en større last af våben fra den tyske hær. Equity blev efterfulgt af den tyske U-båd (UC-57) med flere Jägere og våben den 17. november 1917. Der var omkring 50 Jägere i Finland ved udgangen af 1917. Finske konservative var bekymrede over udsigten til at Tyskland og Rusland ville indgå våbenstilstand og forhandle fred, da det ville begrænse Tysklands muligheder for at yde støtter til de hvide finner. Tyskland gik imidlertid ind på at sælge 70.000 rifler til de hvide garder og sørge for at Jägerbataljonen kunne komme sikkert tilbage til Finland.
Der var 149 civile hvide garder i Finland (lokale enheder i byer og landkommuner) den 31. august 1917, 251 den 30. september, 315 den 31. oktober, 280 den 30. november 1917 og 408 den 26. januar 1918. Det første forsøg på at begynde en seriøs militær træning af civilgarderne var grundlæggelsen
af en 200 mand stærk "kavaleriskole" på godset Saksanniemi, i nærheden af byen Porvoo, øst for Helsinki den 19. september 1917.
Efter de politiske nederlag i juli og oktober 1917 fremlagde socialdemokraterne den 1. november et kompromisløst program med titlen "Vi kræver" for at presse på for at få politiske indrømmelser. De forlangte valget i oktober annulleret og opløsning af de civile garder, hvilket højrefløjen afviste. Efter oktoberrevolutionen planlagde de finske socialister at bede bolsjevikkerne om at anerkende Finlands uafhængighed i et manifest den 10. november, men den usikre situation i Petrograd stoppede dette. Efter at "Vi kræver" programmet var slået fejl, indledte socialisterne en generalstrejke den 14.–19. november 1917. Den moderate venstrefløj forsøgte at lægge pres på ikke-socialisterne for at få optage et stort antal socialdemokrater i det nye kabinet.
En revolution havde været målet for de radikale venstreorienterede siden tabet af den politiske magt i juli og oktober 1917. Nedskydningen af en landarbejder under en lokal strejke den 9. august i Ypäjä afstedkom udbredt vrede blandt arbejderne i hele landet. I november lod det til, at der var momentum til en opstand. I denne fase opfordrede Lenin og bolsjevikkerne, som var under pres i Petrograd, socialdemokraterne til at tage magten i Finland, som var et vigtigt defensivt område mod den tyske trussel og en afgørende bufferzone på vejen mod Petrograd. Flertallet af de finske socialister var imidlertid moderate og foretrak parlamentariske metoder, hvilket fik Lenin til at kalde dem "tøvende revolutionære", men da det så ud til, at generalstrejken ville lykkes, vedtog "Arbejdernes revolutionære råd" med et snævert flertal at gribe magten den 16. november, men den øverste revolutionære "eksekutivkomite" kunne ikke rekruttere tilstrækkelig mange folk til at udføre planen og måtte aflyse den planlagte revolution samme dag.
Socialdemokraterne holdt et ekstra partimøde den 25.-27. november 1917. Her blev afstemningen mellem revolution og parlamentariske metoder gentaget. De moderate vandt, men da de forsøgte at få vedtaget en resolution, som fuldstændig opgav ideen om en socialistisk revolution i Finland, stemte forsamlingen "nej". Den finske arbejderbevægelse ønskede således at beholde en egen militær styrke og samtidig holde den revolutionære vej åben.
Den russiske bolsjevik Joseph Stalin besøgte mødet og krævede, at de finske socialister skulle gennemføre revolutionen, og forsøgte at skubbe socialdemokraterne fremad ved at love finsk selvstændighed. Det lykkedes ikke for Stalin at overbevise dem om at gennemføre en revolution, da finnerne var mere ivrige efter at få selvstændighed. De finske socialdemokraters manglende interesse i revolutionære aktiviteter var en skuffelse for Lenin. Han mistede endeligt troen på dem i december 1917 under den finske selvstændighedsproces.
Disse hændelser betød i praksis at socialdemokraterne blev delt i to: et flertal som støttede parlamentariske metoder og et mindretal som ønskede revolution. De mest revolutionære arbejdere var bitre over arbejderbevægelsens beslutning om at opgive den politiske magt, som den let havde opnået under generalstrejken. Efterdønningerne af begivenhederne havde en varig betydning for arbejderbevægelsens fremtid, hvor adskillige stærke ledere satte deres stilling i partiet på spil, og mistede støtte blandt de radikale arbejdere. Atmosfæren efter de bevæbnede arbejderes handlinger under og lige efter generalstrejken var ikke lovende.
I arbejderbevægelsen var en mere markant konsekvens af efteråret 1917 fremkomsten af arbejdernes garder. Der var omkring 20-60 arbejdergarder i Finland mellem 31. august og 30. september 1917, men efter nederlaget ved parlamentsvalget i oktober begyndte antallet af garder at vokse betydeligt. Den 20. oktober proklamerede den finske arbejderunion behovet for at danne arbejdergarder i hele landet. Denne meddelelse førte til et run på garderne. Den 31. oktober var der 100-150, den 30. november 342 og den 26. januar 1917 var der 375. Der havde været to slags arbejdergarder siden maj 1917: sikkerhedsgarderne og de røde garder. Hovedparten af medlemmerne var sikkerhedsgarder. De røde garder var til dels hemmelige grupper, som blev dannet i visse byer, heriblandt Tampere og Helsinki efter model af de lokale røde garder, som var blevet opbygget under generalstrejken i 1905.
Tilstedeværende af to modstående væbnede styrker i Finland, de røde og de hvide garder, afstedkom en form for "dobbelt magt" og "delt overhøjhed" i det finske samfund, en typisk forløber for en borgerkrig. Den afgørende splittelse mellem de to garder brød ud under generalstrejken, da radikale elementer af de røde garder og arbejdernes sikkerhedsgarder henrettede adskillige politiske modstandere i de store byer i det sydlige Finland, og de første væbnede sammenstød mellem civilgarder og arbejdergarder brød ud med rapporterede tab på 34. Den finske borgerkrig ville formentlig være startet på dette tidspunkt, hvis der havde været våben nok til at bevæbne de to sider. I stedet indledtes et kapløb om at få våben og en endelig eskalering til krig.

### Finsk selvstændighed
Opløsningen i Rusland gav finnerne en historisk mulighed for at opnå selvstændighed, men efter oktoberrevolutionen var holdningerne blandt de konservative og socialdemokraterne i dette spørgsmål skiftet. Højrefløjen var nu ivrige efter at opnå selvstændighed, fordi den ville hjælpe dem til at kunne styre venstrefløjen og minimere indflydelsen fra det revolutionære Rusland. Socialdemokraterne havde stilet mod at forøge den finske uafhængighed siden foråret 1917, men nu kunne de ikke drage direkte partipolitisk fordel af den, og det var enten nødt til at tilpasse sig højrefløjens dominans eller forsøge at ændre alting gennem en revolution. Nationalisme var blevet en "folkets religion" blandt finnerne i slutningen af 1800-tallet, men deres hovedmål, især i den første russificeringsperiode og under generalstrejken i 1905, var ikke uafhængighed men en tilbagevenden til autonomien i 1809-1898. Siden 1809 havde storfyrstendømmet haft fordel af en toldunion, uafhængigt statsbudget og siden 1860 egen valuta – finsk mark og industrialisering. Økonomien i storfyrstendømmet var afhængig af det store russiske marked, og adskillelse fra Rusland ville skabe risiko for at Finland mistede sin præferencestilling. Det økonomiske sammenbrud i Rusland og den politiske magtkamp i Finland i løbet af 1917 var blandt nøglefaktorerne i at gøre selvstændighed til et centralt spørgsmål.
P.E. Svinhufvuds Senat foreslog Finlands uafhængighedserklæring, som parlamentet vedtog den 6. december 1917. Selv om socialdemokraterne stemte imod Svinhufvuds forslag, besluttede de at fremlægge et alternativt forslag, som ikke indeholdt væsentlige afvigelser. Socialisterne frygtede yderligere tab af støtte (som ved valget i oktober) blandt de almindelige nationalistiske finner og håbede på at få flertal i fremtiden. De sendte to delegationer til Petrograd i løbet af december for at bede Lenin om at godkende finsk uafhængighed. Begge sider i det politiske spektrum var således enige om behovet for finsk uafhængighed, om end de var meget uenige om hvordan det hvilken ledelse det nye land skulle have.
Opnåelse af selvstændighed var ikke en selvfølgelig. For et lille land som Finland, var det afgørende at blive anerkendt af Rusland og de øvrige europæiske Stormagter. Tre uger efter at have erklæret Finland selvstændigt besluttede Svinhufvuds kabinet, under pres fra Tyskland, at det var nødvendigt at forhandle med Lenin om russisk anerkendelse. I december 1917 var bolsjevikkerne ligeledes under pres i fredsforhandlingerne i Brest-Litovsk med tyskerne, og var i dyb krise med en demoraliseret hær, og resultaterne fra oktoberrevolutionen var i fare. Lenin regnede med at bolsjevikkerne måske kunne holde fast i de centrale dele af Rusland, men måtte opgive områder i udkanten, herunder Finland i det mindre betydningsfulde nordvestlige hjørne. Som følge heraf opnåede Svinhufvud og hans senatsdelegation Lenin anerkendelse af selvstændigheden den 31. december 1917. Ved starten på borgerkrigen havde Danmark, Frankrig, Grækenland, Norge, Schweiz, Sverige, Tyskland og Østrig-Ungarn anerkendt Finlands uafhængighed. Storbritannien og USA ventede og fulgte den politiske og militære udvikling i forholdet mellem Finland og de allieredes hovedfjende Tyskland. De allierede håbede på at overtrumfe Lenin og bolsjevikkerne for at få Rusland tilbage i krigen mod Tyskland. Tyskland fremmede Finlands adskillelse fra Rusland for at få Finland ind i den tyske magtsfære. Frankrig afbrød senere i foråret 1918 de diplomatiske forbindelser med senatet i Vaasa, som følge af samarbejdet mellem Tyskland og de Hvide i Finland.

## Krigens gang

### Eskalation
Set i bakspejlet er begivenhederne i 1917 ofte blevet set som optakten til borgerkrigen, en eskalering af konflikten, som begyndte med februarrevolutionen, men de stridende politiske blokke havde hver især gjort mange fejlslagne forsøg på at skabe en ny samfundsorden og forhindre splittelse blandt finnerne. Det mest seriøse forsøg havde været Tokois koalitionssenat i foråret 1917. I efteråret 1917 var magttomrummet begyndt at blive fyldt af de paramilitære tropper på højre- og venstrefløjen. Begivenhederne under generalstrejken i november 1917 forøgede mistroen i Finland og gjorde det umuligt at lave et kompromis. De konservative og højreorienterede aktivister anså de radikale arbejdergrupper, som var aktive under strejken, som en trussel mod de tidligere stænder og højrefløjens dominans og sikkerhed, så de besluttede at bruge alle nødvendige midler for at forsvare sig herunder våbenmagt. På samme tid overvejede revolutionære arbejdere og venstrefløjs socialister at fjerne det konservative styre med militær magt frem for at tillade at arbejderbevægelsens resultater blev rullet tilbage eller at nye reformer blev bremset. Under disse omstændigheder gav uafhængigheden i december 1917 mere plads til de stridende grupper og forværrede magtkampen. Resultatet af var at i slutningen af 1917 og begyndelsen af 1918 blev moderate mænd og kvinder tvunget til at stå i baggrunden mens bevæbnede mænd tog teten.
Den endelige eskalation mod krig begyndte i starten af januar 1918 da alle militære eller politiske handlinger, som de Røde eller de Hvide foretog sig resulterede i et tilsvarende modtræk hos modparten. Begge sider begrundede deres handlinger som defensive tiltag, især overfor deres egne støtter. På venstrefløjen bestod fortroppen i krigen af de mest radikale Røde garder og Arbejdernes sikkerhedsgarder fra Helsinki, Kotka og Turku. De gik foran de Røde på landet og overbeviste de tøvende af de socialdemokratiske ledere om at de skulle støtte revolutionen. Garderne var under kommando af Ali Aaltonen, en tidligere officer i den kejserlige russiske hær, som var blevet udpeget i december 1917. På højrefløjen var det de finske jägertropper, som var blevet overført til Finland i slutningen af 1917, som gik foran sammen med de mest aktive frivillige hvide garder i Vyborgprovinsen i det sydøstlige Finland, det sydvestlige Finland og det sydlige Østerbotten.
Svinhufvuds senat og parlamentet besluttede den 12. januar 1918 at etablere en stærk politistyrke, et tiltag, som de røde garder så som en skridt mod legalisering af de hvide garder. Den 15. januar blev Carl Gustaf Emil Mannerheim, der ligesom Aaltonen var tidligere officer i den russiske hær, udpeget til øverstkommanderende for de hvide garder, og den 25. januar omdøbte Senatet de hvide garder til Finske hvide armé. De røde garder nægtede at anerkende navnet, og besluttede at danne deres eget militærapparat. General Mannerheim opslog sit hovedkvarter i Vaasa, mens Aaltonen placerede sit i Helsinki. Den tredje og sidste kulmination i magtkampen blandt finnerne og opløsningen af det finske samfund var begyndt.

### Starten på borgerkrigen
De første alvorlige lokale kampe blev udkæmpet mellem den 9. og 21. januar i det sydlige og sydøstlige Finland, mest for at vinde kapløbet om at skaffe våben og kontrol over den vigtige by Viipuri. Til sidst blev den hvide ordre om at gå i kamp udstedt den 25. januar og den røde revolutionsordre blev udstedt den 26. januar 1918. Samme dag sluttede alle arbejdergarderne sig sammen i Finlands røde Garder, og en rød lanterne, et symbol på statskuppet, blev tændt i tårnet på Arbejdernes bygning i Helsinki. For at skaffe våben og sikre sig en stor magtbase i Vaasa-Seinäjoki området fortsatte de hvide med at afvæbne russiske garnisoner, noget som var startet på lokalt plan i det vestlige og østlige Finland den 21.-23. januar, under en stor operation i Østerbotten tidligt om morgenen den 28. januar. Den storstilede mobilisering af de Røde garder begyndte sent om aftenen den 27. januar. Helsinki Garden, den stærke røde enhed, med den afgørende placering i hovedstaden var imidlertid allerede blevet aktiveret 23. – 25. januar med det formål at sikre en stor magtbase for de røde. For at skaffe våben var nogle af de røde garder, som holdt til langs jernbanen mellem Viipuri og Tampere allerede blevet alarmeret tidligere – den 23.–26. januar – for at sikre russiske tog, som fragtede store mængder våben til de finske røde, som aftalt mellem Ali Aaltonen og Lenin den 13. januar. En 250 mand stærk finske rød enhed ledsagede togene fra Petrograd til Viipuri. De hvide tropper omkring Viipuri forsøgte at erobre togene med de russiske våben. 50-60 finner, røde og hvide, døde under "slaget om Rahja-togene" i Karelen den 27. januar 1918.
Den officielle startdato for den finske borgerkrig er stadig omdiskuteret.

### Våbenbrødre
Ved krigens begyndelse løb der en usammenhængende front gennem det sydlige Finland fra vest mod øst og delte landet i en hvid og en rød del. De røde garder kontrollerede landet mod syd, herunder næsten alle de store industriområder og de største godser og landbrug med et stort antal fæstebønder og husmænd. Den hvide armé kontrollerede områderne mod nord, som fortrinsvis bestod af små og mellemstore landbrug og husmænd. Der var ikke mange fæstebønder og de havde gennemgående en højere social status end sydpå. Der var fjendtlige enklaver på begge sider af fronten. Indenfor de hvides område lå industribyerne Varkaus, Kuopio, Oulu, Raahe, Kemi og Tornio. Indenfor de rødes område lå Porvoo, Kirkkonummi og Uusikaupunki. Fjernelsen af disse enklaver var en vigtig opgave for begge sider i februar 1918.
Det røde Finland, som senere fik betegnelsen Finske socialistiske arbejderrepublik, blev styret af Folkets delegation, som blev dannet den 28. januar i Helsinki. Kullervo Manner var formand, og blandt de øvrige medlemmer var Edvard Gylling, Eero Haapalainen, Anna Karhinen, Otto Ville Kuusinen, Hilja Pärssinen, Yrjö Sirola og Oskari Tokoi. Indenrigspolitisk søgte Folket delegation at opbygge socialisme baseret på tankerne fra Finlands Socialdemokratiske Parti, og deres ideer om demokratisk socialisme mindede ikke om Lenins tanker om proletariatets diktatur.
Otto Ville Kuusinen udarbejdede et forslag til en forfatning, som han ønskede vedtaget ved en folkeafstemning. Forslaget var bl.a. påvirket af den schweiziske og den amerikanske forfatning. Den politiske magt skulle være samlet i parlamentet, mens senatet skulle have en mindre rolle. Forslaget omfattede et system med flere partier, forsamlingsfrihed, ytringsfrihed og pressefrihed, brug af folkeafstemninger, f.eks. til opløsning af parlamentet. For at sikre arbejderbevægelsens magt skulle folket have ret til en "fortsat revolution".
De rødes planer om den private ejendomsret i Finland var i strid med planerne om et "ultrademokratisk" og frit samfund. Kun staten og og kommunerne skulle have egentlig ejendomsret. Indenfor landbruget blev fæstebønderne frigjort fra godsejerne kontrol i starten af krigen, men de fik ikke ejendomsretten til jorden, da al jorden ifølge socialisternes planer senere skulle nationaliseres.
Alle disse planer, herunder den nye forfatning, var ikke færdiggjort da de røde havde tabt krigen.
I udenrigspolitikken lænede det røde Finland sig op ad den Russiske Føderative Sovjetrepublik (Russiske SFSR), som erklærede sin støtte til den finske revolution. En traktat og en fredsaftale mellem de to regeringer – bolsjevikkerne og de finske røde – blev underskrevet første gang den 1. marts 1918. Forhandlingerne om traktaten afslørede imidlertid, som under 1. verdenskrig i almindelighed, at nationalismen var mere vigtig for begge sider end principperne om international socialisme og pacifisme. De røde finner ville ikke indgå i en ægte alliance med bolsjevikkerne og Lenin, og det kom til en stor debat om hvor grænsen skulle gå mellem Finland og Rusland samt om borgerrettigheder for russiske borgere i Finland. De to sider enedes om at udveksle landområder. En artilleribase, Ino som lå i Karelen blev overført til Rusland, mens Finland fik Petsamo i det nordøstlige Lapland. Betydningen af den finsk-russiske traktat forsvandt snart, som følge af underskrivelsen af Brest-Litovsk-freden mellem bolsjevikkerne og det tyske kejserrige den 3. marts 1918.
Lenins politik om folkenes ret til selvbestemmelse havde til formål at forhindre opløsning af Rusland under den aktuelle periode med militær svaghed. Lenin forsøgte at udnytte det magtvakuum og den dobbelte magt, som ofte dannedes i nationer, som løsrev sig fra store lande, der var ved at falde fra hinanden. Han forventede, at under de politiske forhold, der eksisterede i Europa i begyndelsen af 1900-tallet, ville proletariatet i frie nationer gennemføre socialistiske revolutioner, og slutte sig til Russiske SFSR efterfølgende. Lenin tog fejl. I stedet opstod der mange små selvstændige lande ud af de tidligere stormagter. Hovedparten af de finske arbejdere støttede tanken om finsk uafhængighed[kilde mangler], men de røde garder havde indflydelse på det røde Finlands politik. De mest radikale røde garder og de finske bolsjevikker, som ganske vist var få, gik ind for at Finland skulle genforenes med Rusland. Spørgsmålet om annektering blev afgjort ved det røde Finlands nederlag.
Senatet i det hvide Finland blev kaldt de finske senat, Vaasasenatet. Det flyttedes til byen Vaasa på vestkysten, som fungerede som hovedstad for det hvide Finland fra 29. januar til 3. maj. Det lykkedes kun for nogle af senatorerne at undslippe fra Helsinki til Vaasa. Formanden Pehr Svinhufvud og Jalmar Castrén måtte rejse gennem Estland, Polen, Tyskland og Sverige for at nå til det hvide Finland. Til sidst bestod senatet i Vaasa af P.E. Svinhufvud, Juhani Arajärvi, J. Castren, Alexander Frey, E.Y. Pehkonen og Heikki Renvall.
Indenrigspolitisk var det vigtigste mål for Vaasasenatet at få retten til at regere Finland tilbage. De konservative planlagde grundlæggelsen af et monarki, mens parlamentet skulle spille en mindre rolle. En del af de konservative havde altid været modstandere af demokrati, mens andre var gået ind for parlamentarisme siden de revolutionerende parlamentsreform i 1906, men efter krisen i 1917 og krigsudbruddet i 1918 var de nået frem til, at det ikke ville fungere at give magt til det almindelig folk. Socialliberale og reformister, moderate ikke-socialister var imidlertid modstandere af enhver indskrænkelse af parlamentarismen. I starten gjorde de modstand mod militær bistand fra Tyskland, men de vedvarende kampe ændrede deres holdning.
Udenrigspolitisk var Vaasasenatet afhængig af militær og politisk bistand fra det tyske kejserrige for at kunne besejre de finske røde garder og fjerne bolsjevikkernes indflydelse i Finland samt for at kunne udvide det finske territorium ind i det russiske Karelen. Det sidste havde økonomisk og strategisk betydning, og indbyggerne talte finsk-ugriske sprog. Den russiske svækkelse gav næring til en tanke om et Storfinland blandt de mere nationalistiske på både højre- og venstrefløjen. Nogle af de røde havde tilsvarende planer for disse områder (Heimosodat).
General Mannerheim var enig i behovet for tyske våben, men var modstander af tyske tropper i Finland. Som tidligere russiske officer var Mannerheim fuldt ud klar over demoraliseringen i den russiske hær. Han samarbejdede med de ikke-socialistiske hvide russiske officerer i Finland og Rusland, og han indså også at de røde garder manglede kamperfaring. De stridende parters propaganda gik ud på at demonstrere deres støtte til demokrati og frihed og deres evne til at repræsentere hele det finske folk. Begge havde fejlet ved at tillade, at den politiske krise udviklede sig til en blodig borgerkrig med en omfattende terror i stedet for at indgå et kompromis for at opnå en fredelig politisk løsning.

#### Soldater på skinner
Antallet af tropper på hver side svingede fra 50.000 til 90.000. Mens de røde garder fortrinsvis bestod af frivillige (der blev betalt sold i starten af krigen), havde den hvide hær kun omkring 11.000-15.000 frivillige mens resten var udskrevne værnepligtige. De vigtigste motiver for at melde sig frivilligt var økonomiske årsager (løn, mad), idealisme og gruppepres. Arbejdere fra by og land udgjorde hovedparten af de røde garder, mens landmænd og veluddannede folk udgjorde rygraden i den hvide hær. I begge hære var der meget unge – 14–17-årige – soldater. Den mest berømte var Urho Kekkonen, som kæmpede i den hvide hær, og senere blev den længstsiddende præsident i Finland.
De røde garder havde også 2.000 kvindelige soldater, fortrinsvis piger, som var rekrutteret fra industriområderne i det sydlige Finland. Brugen af børnesoldater, var ikke ualmindelig under 1. verdenskrig. Børn var dengang fuldstændig underlagt de voksnes autoritet, og var ikke beskyttet mod denne form for misbrug. De var en naturlig del af arbejdsstyrken, og mentalt disponeret for urealistiske eventyr. I tilfældet Finland var der yderligere den årsag til brugen af unge, at alting var uorganiseret og forvirret, især i begyndelsen af krigen. De militære ledere brugte det de kunne få fat på, og i den røde garder kunne man endda også få løn.
Den finske borgerkrig blev primært udkæmpet langs jernbanerne, som var afgørende for transport af tropper og forsyninger. Et af de vigtigste mål for begge parter var at erobre et jernbaneknudepunkt nord for Tampere, Haapamäki, som både forbandt øst med vest og nord med syd. De hvide erobrede knudepunktet endeligt i slutningen af januar 1918. Dette førte til indædte kampe ved Vilppula. De hvides brohoved syd for Vuoksi-floden ved Antrea på det Karelske næs, var et stadigt problem for de røde, da det truede jernbaneforbindelsen Viipuri-Petrograd. De andre vigtige jernbaneknudepunkter under krigen var Kouvola, Riihimäki, Tampere og Toijala. Betydningen af jernbanerne under den finske borgerkrig afspejles tydeligt i brugen af pansertog med kanoner og tunge maskingeværer.

### Røde garder og de russiske tropper
De røde garder tog initiativet i starten af krigen og tog kontrol over hovedstaden Helsinki tidligt om morgenen den 28. januar og fik tidlige fordele under en angrebsfase, som varede indtil midten af marts. Kronisk mangel på kvalificerede ledere, både i toppen og slagmarken betød, at det ikke kunne udnytte deres tidlige momentum, og de fleste af deres offensiver endte med at løbe ud i sandet. Tropperne i de røde garder var ikke professionelle soldater, men bevæbnede civile, hvis militære træning og disciplin var utilstrækkelig til at modstå den hvide hærs modangreb da de kom, og endnu mindre modstå de tyske tropper, som ankom senere.
Det militære hierarki og krigsførelsen som sådan fungerede kun på delings og kompagniniveau i de røde garder. Da de fleste delings- og kompagnichefer blev valgt på demokratisk vis af tropperne var lederskabet og autoriteten svag. De røde troppers kampmoral var ofte lav. Nogle besejrede delinger og kompagnier forlod ganske enkelt slagmarken og tog hjem – uanset hvad de højere officerer måtte mene. Effekten på troppernes moral af at kæmpe mod folk af samme nationalitet kendes ikke.
Ali Aaltonen blev hurtigt udskiftet som leder af de røde tropper af Eero Haapalainen, som igen blev erstattet med et triumvirat bestående af Eino Rahja, Adolf Taimi og Evert Eloranta. Den sidste chef for de røde garder var Kullervo Manner, som ledte det endelige tilbagetog ind i Rusland. Nogle dygtige mænd, med en stor ansvarsfølelse, såsom Hugo Salmela steg op gennem graderne, men i den sidste ende kunne de ikke ændre udfaldet af krigen, og de røde troppers skæbne. De røde finske garder fik deres eneste sejre mens de trak sig tilbage fra det sydlige Finland mod Rusland. I de hårde kampe mod tyske tropper den 28.–29. april 1918 ved Hauho og Tuulos, spillede Syrjäntaka, kvindelige delinger, en tydelig rolle. Disse kampe havde kun lokal betydning.
Selv om der stadig var 60-80.000 russiske soldater fra den gamle kejserlige hær stationeret i Finland ved borgerkrigens begyndelse var det russiske bidrag til de røde garders sag ubetydelig. Da krigen begyndte forsøgte Lenin at indsætte hæren på de røde finners side, men tropperne var demoraliserede, krigstrætte og havde hjemve efter årene i 1. verdenskrig. Hovedparten af tropperne var vendt tilbage til Rusland i slutningen af marts 1918. Som følge heraf deltog kun 7-10.000 tropper i den finske borgerkrig, hvor af højest 4.000 i adskilte enheder på 100-1000 mand kunne overtales til at kæmpe ved fronten. De russiske revolutioner havde delt de russiske officerer politisk, og deres holdning til den finske revolution var forskellig. Nogle af dem, såsom Mikhail Svetšnikov anførte slagene på de rødes side i det vestlige Finland gennem hele februar 1918, mens andre officerer var bange for deres revolutionære underordnede og samarbejdede med deres tidligere kollega general Mannerheim om at afvæbne de russiske garnisoner i Finland.
Antallet af russiske soldater, som var aktive i borgerkrigen faldt markant da Tyskland angreb Rusland den 18. februar 1918. Brest-Litovsk-freden, som blev indgået den 3. marts, indskrænkede effektivt bolsjevikkernes muligheder for at støtte de røde garder med andet end våben og forsyninger. Russerne forblev imidlertid aktive på den sydøstlige front, hvor de forsvarede adgangsvejene til Petrograd.

### Hvide garder og den tyske hær
Selv om nogen har kaldt krigen for "amatørernes krig" havde den hvide hær tre fordele i forhold til de røde garder i krigen: det professionelle lederskab, som blev udøvet af general Mannerheim og hans stab, som omfattede 84 frivillige svenske officerer og tidligere finske officerer i den kejserlige armé – samt 1.450 soldater fra den 1.900 mand stærke elite-"Jäger"-bataljon. Denne bataljon var blevet uddannet i Tyskland i 1915-1917, og havde været i kamp på Østfronten. Hovedparten af bataljonen ankom til Vaasa den 25. februar 1918. På slagmarken leverede Jägerne stærkt lederskab som gjorde det muligt for de almindelige hvide soldater at kæmpe rationelt og disciplineret. Jägerne fik meget frie hænder til at styre kampen. De hvide tropper var imidlertid meget lig de røde garder i og med at hovedparten kun havde en meget kort og utilstrækkelig træning bag sig. I begyndelsen af krigen havde den hvide ledelse ikke megen autoritet over de frivillige delinger og kompagnier, som kun adlød deres dominerede lokale ledere. En hurtig oplæring af seks nye jägerregimenter med værnepligtige begyndte efter at Jägerbataljonen var ankommet til det hvide Finland i slutningen af Februar.
Ligesom resten af landet var Jägerbataljonen delt og 450 fortrinsvis socialistiske soldater fra enheden blev efterladt i Tyskland, da de kunne have valgt at kæmpe for de røde i krigen. Lederne af de hvide garder stod overfor et tilsvarende problem når de indkaldte unge mænd til hæren i februar 1918. 30.000 åbenlyse støtter af den finske arbejderbevægelse dukkede aldrig op. Hertil kom, at de hvide garders ledelse var i tvivl om hvorvidt de almindelige soldater, som var indkaldt fra små og fattige gårde i det centrale og nordlige Finland havde en tilstrækkelig stærk motivation til at kæmpe mod de finske røde. De hvide finners propaganda fokuserede derfor på en nationalistisk krig mod de røde bolsjevikiske russere og nedtonede betydningen af de røde finner. Den 30. januar 1918 proklamerede general Mannerheim overfor de russiske soldater i Finland, at den hvide hær ikke kæmpede mod Rusland. Målet med krigen var at besejre de oprørske finske rebeller, og de russiske tropper som støttede dem.
Der var skillelinjer i Finland på grund af de sociale strukturer i landet: ejerskab af selv små stykker jord gav motivation til at kæmpe mod de røde. Hertil kom, at økonomien og samfundet i det nordlige Finland var blevet moderniseret langsommere end i syd. Endelig var der en mere udtalt konflikt mellem kristendom og socialisme i nord.

#### Slaget ved Tampere
I februar 1918 måtte general Mannerheim afveje hvor tyngden i de hvides kommende generaloffensiv skulle sættes ind. Der var to strategiske hovedmål: Tampere, som var Finlands største industriby i sydvest og Viipuri, hovedbyen i Karelen. Selv om erobring af Viipuri gav store fordele, betød den manglende kamperfaring blandt tropperne i hæren og muligheden for at fjenden kunne indlede et modangreb at det var for risikabelt at angribe Viipuri.
Til sidst valgte Mannerheim derfor at angribe Tampere først. Han indledte angrebet den 16. marts ved Längelmäki, 65 km nordøst for Tampere. Samtidig begyndte den hvide hær at rykke frem langs en linje gennem Vilppula–Kuru–Kyröskoski–Suodenniemi, nord og nordvest for Tampere. Mange røde garder brød sammen under vægten af angrebet, og adskillige enheder flygtede i panik, mens andre ihærdigt forsvarede deres stillinger og forsinkede den hvide hær, som ikke var vant til at være i offensiven, i deres fremrykning. Til sidst afskar de hvide tropper de rødes forbindelseslinjer syd for Tampere, i Lempäälä (fra øst, Kangasala) den 24. marts og mod vest i Siuro (Nokia) og i Ylöjärvi den 25. marts, og herefter belejrede de Tampere, indtil angrebet på byen begyndte tre dage senere.
Slaget om Tampere blev udkæmpet mellem 16.000 hvide og 14.000 røde soldater. Det var det første store eksempel på bykrig i Finland og et af de tre afgørende slag under krigen, sammen med slagene om Helsinki og Viipuri. Kampen om byen Tampere begyndte den 28. marts, som senere blev kaldt "blodige skærtorsdag" ved starten på påsken 1918, på kirkegården Kalevankangas. Efter denne intense kamp, hvor nogle af de angribende enheder havde tab på over 50%, reorganiserede de hvide deres planer og tropper og fortsatte angrebet om morgenen den 3. april. Efter kraftig artilleribeskydning rykkede de hvide garder frem fra hus til hus i Tampere mens de røde garder trak sig tilbage. Sent på aftenen den 3. april var de hvide nået frem til den østlige bred af floden Tammerkoski. De rødes største forsøg på at bryde belejringen af Tampere udefra langs Helsinki-Tampere jernbanen slog også fejl. De røde garder mistede den vestlige del af byen mellem 4. og 5. april da deres ledere gradvis mistede kontrollen over slaget. Rådhuset var blandt de sidste støttepunkter for de røde tropper. Slaget om Tampere varede indtil den 6. april 1918. De røde overgav sig i Pyynikki og Pispala som var arbejderkvarterer.
Under kampene om Tampere havde de røde, som nu var i defensiven tydelig større motivation til at kæmpe, og general Mannerheim måtte bruge nogle af sine bedste enheder – de nye Jägerregimenter – i slaget. Han havde oprindelig planlagt først at bruge dem senere i Viipuriområdet. Kampene i Tampere var ren borgerkrig finner mod finner da hovedparten af de russiske tropper havde trukket sig tilbage til Rusland og de tyske tropper var endnu ikke ankommet til Finland. Slaget om Tampere var det blodigste i krigen. Den hvide armé mistede 700–900 mand, heriblandt 50 Jägere – de største tabstal den tidligere Jägerbataljon kom ud for i et enkelt slag i borgerkrigen. De røde mistede 1.000–1.500 soldater og yderligere 11–12.000 blev taget til fange. 71 civile blev dræbt – fortrinsvis på grund af artilleribeskydning. De østlige dele af byen med træbygninger blev ødelagt fuldstændigt.
Efter nederlaget i Tampere begyndte de røde garder en langsom tilbagetrækning østpå. Da den tyske hær erobrede Helsinki, skiftede den hvide arme sit militære fokus til Viipuri, som blev erobret den 29. april 1918 ved et stort angreb med 18.500 mand mod 15.000 røde tropper. 500–800 røde soldater blev dræbt og 12-15.000 blev taget til fange.

#### Tysk intervention
Det tyske kejserrige greb ind i den finske borgerkrig på de hvides side i marts 1918. Finske nationalister med germanistiske sympatier havde
prøvet at skaffe tysk hjælp til befrielsen af Finland fra det russiske styre siden efteråret 1917, men tyskerne ønskede ikke at bringe våbenstilstanden og fredsforhandlingerne med Rusland i fare, da de var under pres på Vestfronten. Den tyske holdning ændrede sig radikalt efter 10. februar hvor Lev Trotskij trods bolsjevikkernes svage stilling afbrød forhandlingerne i håb om, at der ville udbryde en revolution i Tyskland, som ville ændre alting. Den tyske regering besluttede straks at give Rusland en lærestreg og for at få anledning til at gribe ind, bad de om anmodninger om hjælp fra de små lande vest for Rusland. Repræsentanter for de hvide i Finland bad herefter om hjælp den 14. februar. Den 13. februar havde det kejserlige tyske militærråd besluttet at sende tropper til Finland.
Tyskerne angreb Rusland den 18. februar. Offensiven førte til et hurtigt russisk kollaps og tilbagetrækning af russiske tropper og underskrivelse af den første Brest-Litovsk-aftale den 3. marts 1918. Finland, de baltiske lande Polen og Ukraine blev overført til den tyske magtsfære. Det endte således med at de økonomiske og politiske investeringer, som Tyskland havde foretaget i den russiske kommunistleder Vladimir Lenin, bar frugt. Den tyske hær ændrede ikke sine militære planer vedrørende Finland efter fredstraktaten med bolsjevikkerne da den finske borgerkrig havde åbnet en billig og nem adgang til Fennoskandinavien, og fordi tropper fra en britisk flådeeskadre havde besat havnen i Murmansk på Ruslands nordvestkyst mod Ishavet den 9. marts 1918.
Den 5. marts ankom en tysk flådeeskadre til Ålandsøerne, som en svensk militærekspedition havde taget kontrol over i midten af februar. Den 3. april 1918 slog den 10.000 mand store Ostsee-Division under Rüdiger von der Goltz til vest for Helsinki ved Hangö. Den 7. april løb den 3.000 mand stærke Detachement Brandenstein byen Loviisa på sydøstkysten over ende. Den tyske hovedstyrke rykkede herefter hurtigt øst på fra Hangö og erobrede Helsinki den 12.–13. april. Brandenstein-brigaden angreb byen Lahti den 19. april og afskar forbindelse mellem det vestlige og østlige røde garder. Den tyske hovedstyrke rykkede nordpå fra Helsinki og tog Hyvinge og Riihimäki den 21.-22. april samt Hämeenlinna den 26. april.
Den effektive indsats fra de tyske tropper i borgerkrigen stod i skarp kontrast med den de demoraliserede russiske tropper havde præsteret. Det afgørende slag mod de røde finners sag blev afgivet da bolsjevikkerne afbrød fredsforhandlingerne i Brest-Litovsk, hvilket førte til den tyske offensiv på østfronten i februar 1918.

##### Slaget om Helsinki
Efter at fredsforhandlingerne mellem tyskerne og de røde finner den 11. april var slået fejl begyndte det egentlige slag om den finske hovedstad den 12. april kl. 5 om morgenen. I den tågede morgen angreb 2-3.000 tyske soldater fra Brigade von Tshirsky byen fra nord-vest med rygstød i Helsinki-Turku-jernbanen. Tyskerne brød igennem i området mellem Munkkiniemi og Pasila og rykkede frem til den vestlige del af byens centrum. Den tyske flådeeskadre Meurer blokerede byens havn, bombarderede den sydlige del af byen og tropper fra flåden invaderede Katajanokka. 8-9.000 røde finske tropper forsvarede byen. De bedste tropper var imidlertid indsat på hovedfronten længere mod nord. De røde finners vigtigste støttepunkter var arbejderhuset, jernbanestationen, det røde hovedkvarter i "Smolna" (der tidligere havde været generalguvernørernes palads op den sydlige Esplanade), senats-universitetsområdet og de tidligere russiske kaserner i Helsinki. Sent på aftenen den 12. april var det meste af den sydlige og vestlige del af byen besat af den tyske hær i en kamp fra hus til hus og gade til gade. De lokale hvide garder i Helsinki, som havde holdt sig skjult i byen under krigen, gik ind i kampen da tyskerne rykkede ind i byen. Den 13. april erobrede tyske tropper den centrale markedsplads, "Smolna", det senere præsidentpalads og senatsområdet. Til sidst gik Brigade Wolff ind i kampen med 2.-3.000 soldater. Enheden stormede nordfra ind i de østlige dele af Helsinki; Hermanni, Helsinki, Kallio og Sörnäinen, som fortrinsvis blev beboet af finner fra arbejderklassen. Det tyske artilleri beskød og ødelagde arbejderbygningen og slukkede den røde revolutions lanterne. Den østlige del af byen overgav sig ved middag den 13. april. Et hvidt flag blev hejst i tårnet på Kalliokirken. Lokale kampe fortsat indtil aften, og snigskytter fortsatte kampen i flere dage efter 13. april. I alt blev 100-200 tyskere, 300 røde og 20 hvide garde soldater dræbt under slaget. Omkring 8.000 røde blev taget til fange. Den tyske hær fejrede sejren og demonstrerede sin magt ved en stor militærparade i centrum af byen den 14. april 1918.

#### Sveriges rolle
I lighed med andre europæiske nationer forsøgte Sverige at varetage sine nationale interesser under den finske borgerkrig og 1. verdenskrig. Officielt erklærede den svenske konge og den liberalt-socialdemokratiske regering at Sverige var neutral i krigen, hvilket skete som følge af såvel indenlandsk som udenlandsk pres. Sverige forsøgte at undgå spændinger med de Allierede magter og med den stærke socialistiske bevægelse i Sverige. Disse var begge imod svensk støtte til de hvide, fordi de havde samarbejder med det tyske kejserrige og kæmpede mod de finske socialdemokrater. De svenske socialister ydede på den anden side ikke bistand til de finske røde, men forsøgte at få fredsforhandlinger i gang mellem de røde og hvide i Finland.
I det skjulte var Sverige imidlertid bekymret over muligheden for øget bolsjevikisk indflydelse i Norden, og en større venstreradikal politisk aktivitet og social uro i Sverige. Desuden var der nogle grupper som støttede pangermanismen i landet. På den anden side gav svækkelsen af Rusland og Finland muligheder for geopolitiske ændringer i Fennoskandinavien som ville gavne Sverige. Ålandsøerne, som ligger sydvest for Finland, havde en strategisk vigtig placering i forhold til den svenske hovedstad Stockholm.
Den svenske regering godkendte til sidst, at svenske frivillige deltog i den finske borgerkrig på de hvides side. Udover de svenske officerer deltog en 800-1.000 mand stor svensk brigade under Hjalmar Frisell i slagene i og omkring Tampere. Hertil kom, at den svenske flåde eskorterede den tyske eskadre, som fragtede tyske våben til de hvide finner, og tillod eskadren af passere gennem svensk farvand i februar 1918.
På den anden side havde Sverige til hensigt at overtage Ålandsøerne fra Finland, ved at afsende en militærekspedition til øerne den 15. februar 1918. Ifølge den svenske propaganda var dette træk humanitært begrundet, men de sande årsager var geopolitiske.

### Hvid og rød terror
Under borgerkrigen begik både den hvide armé og de røde garder terrorhandlinger, kaldet hvid og rød terror. Grænsen til politisk vold var blevet overskredet i det ellers fredelige storfyrstendømme under den første periode med russificering (1899-1905) da finske nationalister myrdede en russisk generalguvernør, politifolk og en finsk embedsmand. Under 1. verdenskrig voksede potentialet for terror, da den var florerede mellem de allierede og centralmagterne. Februarrevolutionen i 1917 blev starten på en omfattende terror i Finland. Almindelige russiske soldater myrdede flere russiske officerer i marts 1917. Det første offer for terror blandt finner var en landarbejder, som døde i begyndelsen af august 1917 i Ypäjä under en lokal strejke. Til sidst førte generalstrejken i november 1917 til en betydelig finsk politisk terror. Arbejdergarden myrdede 27 finner.
Under krigen i 1918 var der to slags rød og hvid politisk vold:
1. En planlagt del af den almindelige krigsførelse
2. En mere lokal med mord på enkeltpersoner og hævnakter.

Ved den første form var det på højeste sted, at der blev planlagt og organiseret vold, som så blev udført på lavere niveau. Mindst en tredjedel af den røde terror og måske hovedparten af den hvide terror var styret fra centralt hold. I begyndelsen af krigen var regeringerne på begge sider officielt modstandere af terror, men beslutninger herom blev truffet på militært niveau. Hovedformålet med den røde og den hvide terror var at ødelægge modstanderens magtstruktur, rydde og sikre de områder, som blev styret af hærene fra begyndelsen af krigen og de områder som blev erobret og besat af regulære enheder under krigen. Et andet mål med terroren bestod i at udløse chok og frygt i civilbefolkningen og blandt modstanderens tropper. De manglende militære færdigheder blandt soldaterne på begge sider gav mulighed for at bruge terror som militært våben. Terroren opnåede nogle af de planlagte militære mål, men gav yderligere motivation på begge sider til at kæmpe mod en fjende, som blev opfattet som inhuman og ond. Propagandaen på begge sider udnyttede modstandernes terrorhandlinger effektivt, hvilket forøgede den lokale politiske vold og afstedkom en voldsspiral.
Antallet af dræbte og hvornår de optrådte var markant forskelligt mellem røde og hvide.
| Måned          | Døde ved rød vold | Døde ved hvid vold |
| -------------- | ----------------- | ------------------ |
| Februar 1918   | 700               | 350                |
| Marts 1918     | 200               | 500                |
| April 1918     | 700               | 1.800              |
| Maj 1918       | 50                | 4.800              |
| Juni 1918      | -                 | 300                |
| Februar - juni | 1.650             | 7.750              |

Antallet af drab begået af de røde garder varierede hen over månederne, fordi de røde aldrig fik erobret og besat nye områder udenfor deres oprindelige kerneområde og de måtte koncentrere sig om det industrialiserede Sydfinland, hvor de stod overfor de styrende kredse i Finland og fordi de i slutningen af krigen trak sig tilbage fra det sydlige Finland. De røde garder var ikke så velorganiserede som den hvide armé hvad angår politisk terror. Antallet af drab begået af den hvide armé varierede hen over månederne i krigen fordi de besatte det sydlige Finland og i begyndelsen ikke stødte på væsentlig modstand i deres kerneområde. Den omfattende hvide terror begyndte med den hvide armés generaloffensiv i marts 1918 hvorefter den voksede indtil den kulminerede i slutningen i krigen og ophørte kort efter at fjenden var blevet interneret i fangelejre.
Hovedparten af terroren på begge sider blev udført af "flyvende enheder". Det var kavalerienheder, som regel på 10-80 soldater i alderen 15 til 20, som var underlagt en erfaren ældre leders absolutte autoritet. Enhederne specialiserede sig i find-og-ødelæg operationer bag frontlinjerne både under og efter slagene, og er blevet betegnet som dødspatruljer. De mindede om de tyske Sturmbattalioner og russiske angrebsenheder som blev opstillet under 1. verdenskrig.
De røde garder henrettede repræsentanter for økonomisk eller sociale elite i Finland, heriblandt politikere, godsejere, fabrikanter, politifolk, tjenestemænd, lærere, ledere og medlemmer af de hvide garder. Ti protestantiske præster og 90 moderate socialister fra arbejderbevægelsen blev også henrettet, men de var ikke hovedmålet for terroren. De to steder hvor den røde terror udfoldede sig mest var Toijala og Kouvola, hvor 300–350 hvide blev henrettet mellem februar og april 1918.
De hvide garder henrettede røde garder og partiledere, socialdemokratiske parlamentsmedlemmer og lokale røde embedsapparater, medlemmer af røde domstole og politi, samt almindelige soldater fra de røde garder og de som havde deltaget på en eller anden måde i den røde terror. Mens den hvide terror var på sit højdepunkt i slutningen af april og starten af maj blev der daglig henrettet 200 røde. Den hvide terror ramte især de russiske soldater, som kæmpede med de røde garder.
I alt blev 1.400-1.650 hvide henrettet under den røde terror mens 7.000–10.000 blev henrettet under den hvide terror. De hvide ofre kendes ganske nøje, mens der er spørgsmål og fortsat usikkerhed om de røde ofre for terroren - mestendels fordi der sås tvivl om der var tale om "terror" eller decideret konsekvens af kamphandlinger og straf for begåede terrorhandlinger. Det står uklart hvilke af ofrene der døde under slagene, og hvilke der blev henrettet umiddelbart efter. Sammen med de rødes oplevelser i fangelejrene senere i 1918 afstedkom terroren de dybeste sår og ar efter borgerkrigen blandt hovedparten af finnerne uanset deres politiske tilhørsforhold. Det står også klart, at en del af de som gennemførte terroren blev alvorligt traumatiserede, et fænomen som senere er veldokumenteret.

### Afslutningen
Efter nederlaget i Tampere og under truslen om invasion fra den tyske Ostsee-Division på sydkysten trak folkets delegation sig tilbage fra Helsinki til Viipuri den 8. april. Efter tabet af Helsinki flygtede hovedparten videre til Petrograd den 25. april 1918. Kun Edvard Gylling blev ved sine krigere. Den røde ledelses flugt forbitrede de røde soldater. I slutningen af april forsøgte tusinder af dem, uden egentlig ledelse, at flygte fra Finland til Petrograd, men hovedparten af de flygtende blev belejret af de hvide og de tyske tropper. De røde overgav sig den 1.-2. maj i Lahti-området. De lange karavaner af røde indeholdt både kvinder og børn, som oplevede en desperat kaotisk flugt med adskillige døde som følge af fjendtlige angreb. Det var "en tårernes vej" for de røde, men for de hvide var den lange fjendtlige karavane en sejrsscene. De røde garders sidste bastion i det sydøstlige Finland, området mellem Kouvola og Kotka, faldt den 5. maj. Borgerkrigen i 1918 sluttede den 15. maj da de hvide overtog Ino, en russisk kystartilleribase på det Karelske næs fra russiske tropper. Det hvide Finland og general Mannerheim fejrede sejren med en stor militærparade i Helsinki den 16. maj 1918.
De røde garder var blevet besejret. Den finske arbejderbevægelse havde tabt borgerkrigen. Adskillige af dens militære ledere begik selvmord og hovedparten af de røde blev interneret i fangelejre. Vaasa-senatet vendte tilbage til Helsinki den 4. maj 1918, men hovedstaden var under den tyske hærs kontrol. Det hvide Finland var blevet et protektorat under det tyske kejserrige. General Rüdiger von der Goltz blev kaldt "den sande regent i Finland." Der blev ikke indgået en våbenstilstand eller forhandlet fred mellem de hvide og de røde, og der blev aldrig underskrevet en officiel fredsaftale som kunne afslutte den finske borgerkrig.

## Efterspil
| Tabte menneskeliv                                                    | Tabte menneskeliv | Tabte menneskeliv | Tabte menneskeliv | Tabte menneskeliv |
| Dødsårsag                                                            | Røde              | Hvide             | Andre             | I alt             |
| -------------------------------------------------------------------- | ----------------- | ----------------- | ----------------- | ----------------- |
| Dræbt i kamp                                                         | 5.199             | 3.414             | 790               | 9.403             |
| Henrettet, skudt, myrdet                                             | 7.370             | 1.424             | 926               | 9.720             |
| Død i fangelejr                                                      | 11.652            | 4                 | 1.790             | 13.446            |
| Død efter løsladelse fra lejr                                        | 607               | -                 | 6                 | 613               |
| Savnede                                                              | 1.767             | 46                | 380               | 2.193             |
| Andre årsager                                                        | 443               | 291               | 531               | 1.265             |
| I alt                                                                | 27.038            | 5.179             | 4.423             | 36.640            |
| Kilde: National Archive Arkiveret 10. marts 2015 hos Wayback Machine |                   |                   |                   |                   |

### Den bitre arv
Borgerkrigen var en katastrofe for Finland. Næsten 37.000 mennesker omkom, heraf 5.900 (16%) i alderen 14-20 år og de yngste ofre i kampene og ved terroren var mellem 8 og 10 år. Kun omkring 10.000 døde på slagmarkerne, mens de fleste døde under terrorkampagnerne og de frygtelige forhold i fangelejrene. Hertil kom, at omkring 20.000 børn blev forældreløse. Mere end 1% af landets samlede befolkning omkom. Mange som havde støttet de røde flygtede til Rusland ved krigens slutning og umiddelbart efter. Den traumatiske borgerkrig skabte bitterhed, frygt, had og et ønske om hævn, og forøgede splittelsen indenfor det finske samfund, hvor en del finner betragtede sig som "borgere i to nationer".
Krigen i 1918 førte også til opløsning indenfor både de socialistiske og de ikke-socialistiske grupperinger. Det politiske magtskifte mod højre førte til strid mellem konservative og liberale om den bedste styreform i Finland. De konservative krævede monarki og begrænset parlamentarisme, mens de liberale krævede en finsk republik med fuldt demokrati og socialreformer. I striden retfærdiggjorde begge sider deres synspunkt med både politiske og juridiske årsager. Monarkisterne hævdede, at forfatningsloven fra 1772, dvs. mens Finland stadig var en del af Sverige, stadig var i kraft, mens uafhængighedserklæringen fra 6. december 1917 kun fastlagde "et princip om republik" og at forfatningen skulle ændres med udgangspunkt i denne lov. De foreslog en moderniseret monarkisk forfatning for Finland. Republikanerne hævdede at loven fra 1772 havde mistet sin gyldighed ved februarrevolutionen og at den russiske zars autoritet var blevet overtaget af det finske parlament ved dens proklamation af 15. november 1917 og at en finsk republik var blevet godkendt med uafhængighedserklæringen. Republikanerne kunne udskyde behandlingen af monarkisternes forslag i parlamentet, og i den sidste ende blev der ikke vedtaget en ny monarkistisk forfatning i Finland. Derfor anvendte monarkisterne direkte loven fra 1772 til at udvælge en ny konge.
En vigtig konsekvens af krigen i 1918 var splittelsen af den finske arbejderbevægelse i tre dele: moderate Socialdemokrater og venstreorienterede socialister i Finland samt kommunister, som var i eksil i Sovjetunionen med støtte fra bolsjevikkerne. Det socialdemokratiske parti holdt sit første officielle partimøde efter borgerkrigen den 25. december 1918 og partiet proklamerede at den bekendte sig til parlamentariske metoder og der blev sammensat et moderat politisk program. Socialdemokraterne tog afstand fra bolsjevisme og kommunisme. Lederne af de røde i Finland, der var flygtet til den Russiske Føderative Sovjetrepublik, grundlagde Finlands kommunistiske parti i Moskva den 29. august 1918. Efter magtkampen i 1917 og den blodige borgerkrig, erklærede de tidligere fennomaner og socialdemokrater, som havde støttet de "ultrademokratiske" metoder i det røde Finland, at de nu havde tilsluttet sig den revolutionære bolsjevisme-kommunisme og proletariatets diktatur under ledelse af V.I. Lenin.
Et nyt konservativt senat, med et monarkistisk flertal, tog magten under Juho Kusti Paasikivi i maj 1918. Alle parlamentsmedlemmer, der havde taget del i revolten blev fjernet fra deres pladser. Herefter var der kun en socialdemokrat tilbage, som senere fik selskab af to mere. Som følge heraf blev parlamentet kaldt et "restparlament." Udenrigspolitisk havde Brest-Litovsk-freden af 3. marts 1918 placeret det hvide Finland i det tyske kejserriges indflydelsessfære. Ved aftalerne, som den 7. marts 1918 blev indgået med Tyskland havde Finland til gengæld for militær støtte bundet sig politisk, økonomisk og militært til Tyskland. Finnerne havde aktivt søgt tysk militær støtte og i slutningen af maj bad senatet de tyske tropper om at blive i landet. Tyskland foreslog en ny militærpagt i sommeren 1919 som led i en plan om at sikre fødevarer til tyskerne og råmaterialer til industrien fra Østeuropa og stramme deres kontrol over Rusland.
General Mannerheim tog sin afsked den 25. maj efter uenighed med senatet om tysk overherredømme over landet og om hans planlagte angreb mod Petrograd for at slå bolsjevikkerne tilbage og erobre Russisk Karelen. Tyskerne var imod disse angreb, da de stred med fredsaftalerne, de havde indgået med Rusland. Den 9. oktober, under pres fra Tyskland, valgte det monarkistiske senat og restparlamentet en tysk prins Frederik Karl af Hessen, som var svoger til den tyske kejser Wilhelm 2., til at blive finsk konge. I den sidste ende havde general Rüdiger von der Goltz været i stand til at udnytte magttomrummet og den politiske splittelse i Finland til fordel for det tyske kejserrige. Alle disse tiltag indskrænkede finsk suverænitet. Finnerne på både højre og venstre fløj havde opnået uafhængighed den 6. december 1917 uden magtanvendelse, men kompromitterede herefter uafhængigheden ved at tillade tyskerne uden videre at komme ind i landet under borgerkrigen.
De økonomiske betingelser i landet var blevet svækket så drastisk at man først nåede op på niveauet fra før konflikten i 1925. Den mest akutte krise var manglen på fødevarer, som allerede havde optrådt i 1917, om end man dengang havde undgået hungersnød i det sydlige Finland. Borgerkrigen ville ifølge lederne af såvel de hvide som de røde løse alle tidligere problemer. I stedet førte den også til sult i det sydlige Finland. I slutningen af 1918 appellerede den finske politiker Rudolf Holsti om hjælp fra Herbert Hoover, den amerikanske formand for Komiteen for hjælp til Belgien: Hoover sørgede for skibe med mad og overtalte Ententen til at lempe deres blokade af Østersøen, som havde hindret fødevareforsyninger i at komme til Finland.

#### Fangelejre
Den hvide armé og de tyske tropper havde taget omkring 80.000 røde til fange ved krigens slutning den 5. maj 1918. Da den hvide terror var ophørt blev nogle få tusinde, fortrinsvis småbørn og kvinder, løsladt, så der var 74-76.000 fanger tilbage. Den første fangelejr lå på Suomenlinna, en ø ved Helsinki, ved Hämeenlinna, Lahti, Riihimäki, Tammisaari (Ekenäs), Tampere og Viipuri. Senatet traf beslutning om at tilbageholde disse fanger indtil hver enkelt persons skyld kunne afgøres. En lov om et Tribunal om forræderi blev vedtaget den 29. maj efter lang debat mellem den hvide armé og Senatet om den rette retsform. Tribunatet opfyldte ikke alle standarder om neutral retsudøvelse på grund af den mentale atmosfære i det hvide Finland efter krigen. Omkring 70.000 røde blev dømt, fortrinsvis for meddelagtighed i forræderi. Hovedparten af dommene var imidlertid milde, og mange blev prøveløsladt. Omkring 555 personer blev dømt til døden og 113 blev henrettet. Retssagerne viste, at nogle uskyldige var blevet interneret.
Sammen med den alvorlige fødevaremangel førte massefængslingerne til en høj dødelighed i lejrene og katastrofen blev forøget af en mentalitet med straf, vrede og ligegyldighed blandt sejrherrerne. Mange fanger følte at de var blevet ladt i stikken af deres egne ledere, som var flygtet til Rusland. Fangernes fysiske og mentale tilstand svækkedes hurtigt i maj hvor fødevareforsyningerne var blevet afbrudt under de røde garders kaotiske tilbagetrækning i april og et stort antal røde fanger var blevet sendt til dårligt organiserede fangelejre allerede i første halvdel af april i Tampere og Helsinki. Som følge heraf døde 2.900 af sult eller af sygdomme forårsaget af fejlernæring eller den spanske syge i juni, 5.000 i juli, 2.200 i august og 1.000 i september. Dødeligheden var højest i Tammisaari lejren med 34 %, mens den i de andre lå mellem 5-20%. I alt omkom 13.500 finner. De døde blev begravet i massegrave ved lejrene.
Hovedparten af fangerne var blevet prøveløsladt eller benådet ved udgangen af 1918 efter ændringen i den politiske situation. Der var 6.100 røde fanger tilbage ved årets slutning, 4.000 ved udgangen af 1919 (3.000 blev benådet i januar 1920, samtidig med at borgerrettighederne blev givet tilbage til 40.000 fanger), 500 i 1923 og i 1927 blev de sidste 50 fanger benådet af den socialdemokratiske regering under Väinö Tanner. I 1973, betalte den finske regering erstatning til 11.600 personer, som havde været fængslet i lejrene efter borgerkrigen. Der kan peges på adskillige grunde til den langvarige og forholdsvis høje støtte til kommunismen i Finland. For venstrefløjen i borgerkrigsgenerationen var de traumatiske prøvelser i fangelejrene formentlig afgørende.

### Kompromis
Ligesom finnernes skæbne blev afgjort udenfor Finland i Petrograd den 15. marts 1917, således blev den igen bestemt udenfor Finland den 11. november 1918, denne gang i Berlin da Tyskland erkendte sit nederlag i 1. verdenskrig. Det tyske kejserriges store planer var blevet knust, og revolutionen spredtes blandt det tyske folk på grund af mangel på mad, krigstræthed og nederlag i slagene på vestfronten. De tyske tropper forlod Helsinki den 16. december og prins Friedrich Karl, som endnu ikke var blevet kronet, forlod sin post den 20. december. Finlands status ændrede sig fra at være et monarkistisk protektorat under det tyske kejserrige til en uafhængig demokratisk republik hvor civilsamfundet var under modernisering. Regeringssystemet, Finlands grundlov, blev godkendt den 17. juli 1919.
De første lokalvalg med almindelig valgret blev afholdt mellem den 17. og 28. december 1918, og det første parlamentsvalg efter borgerkrigen afholdtes den 3. marts 1919. De forenede Stater og Storbritannien anerkendte Finlands uafhængighed den 6.–7. maj 1919. Vestmagterne krævede etablering af demokratiske republikker i efterkrigstidens Europa for at lægge en dæmper på de mange revolutionære bevægelser i Europa. Den finsk-russiske fred i Tartu), som blev underskrevet den 14. oktober 1920 sigtede mod at stabilisere de politiske relationer og fastlægge grænsen mellem det tidligere storfyrstendømme og dets hovedland.
Efter borgerkrigen skrev Väinö Voionmaa, en moderat socialdemokrat i begyndelsen af 1919: "De som stadig tror på en fremtid for denne nation må have en usædvanlig stærk tro. Dette unge uafhængige land har mistet næsten alt på grund af krigen ..." Han var en meget betydningsfuld ledsager for lederen af det reformerede socialdemokratiske parti Väinö Tanner. I april 1918 skrev en socialliberal ikke-socialist, den senere finske præsident Kaarlo Juho Ståhlberg, der blev valgt den 25. juli 1919: "Det haster med at få livet og udviklingen i dette land tilbage på det stor som vi allerede havde nået i 1906 men som krigens omvæltninger har bragt os bort fra." Han blev støttet af Santeri Alkio, lederen af agrarforbudnet. Alkios partikammerat Kyösti Kallio holdt sin Nivalatale den 5. maj 1918, hvor han sagde: "Vi må genopbygge en finsk nation, som ikke er delt i røde og hvide .... Vi må grundlægge en demokratisk finsk republik, hvor alle finner kan føle at de er sande borgere og medlemmer af dette samfund."
I den sidste ende fulgte mange af de moderate finske konservative tankegangen hos Lauri Ingman, som i foråret 1918 skrev: "En politisk drejning længere mod højre vil ikke hjælpe os nu. I stedet vil den styrke støtten til socialismen i dette land."
Sammen med andre tolerante finner opbyggede det nye partnerskab et finsk kompromis, som med tiden sikrede et stabilt og bredt parlamentarisk demokrati. Dette kompromis var baseret både på det røde Finlands nederlag i borgerkrigen og det faktum at de fleste af det hvide Finlands politiske mål ikke var blevet opfyldt. Efter at de fremmede tropper havde forladt Finland mistede de militante blandt de røde og de hvide deres opbakning, mens den kulturelle og nationale integritet, som havde hersket før 1918, vendte tilbage. Svækkelsen af både Tyskland og Rusland efter 1. verdenskrig gjorde det muligt at gennemføre et internt finsk politisk og socialt kompromis. Forsoningen førte til en langsom og smertefuld men støt national samling. Til sidst blev magttomrummet i 1917-1919 afløst af et finsk kompromis.
Fra 1919 til 1991 modstod det finske demokrati og uafhængighed alle udfordringer fra højre- og venstreradikalisme, krisen under 2. verdenskrig og presset fra Sovjetunionen under Den kolde krig.

## I kulturen
Den første almindeligt værdsatte bog i Finland om krigen Den fromme elendighed (finsk: Hurskas kurjuus), blev skrevet Nobelprismodstageren i litteratur Frans Emil Sillanpää i 1919. Mellem 1959 og 1962 beskrev Väinö Linna, i sin trilogi Under nordstjernen (finsk: Täällä Pohjantähden alla) borgerkrigen og 2. verdenskrig set fra det almindelige folks synsvinkel. Digteren Bertel Gripenberg, som havde meldt sig frivilligt til den hvide armé, hyldede dens sag i Den store tid (svensk: Den stora tiden) i 1928. Viljo Kajava, som havde oplevet rædslerne under slaget om Tampere som 9-årig gav en pacifistisk vinkel på borgerkrigen i sine Digte fra Tampere 1918 i 1960'erne. Også Kjell Westös episke roman Der hvor vi gik engang (svensk: Där vi en gång gått) handler om den finske borgerkrig ved at følge individer og familier på både den røde og den hvide side før, under og efter krigen.
Den fjerde episode i den danske filminstruktør Carl Th. Dreyers stumfilm Blade af Satans bog fra 1921 foregår under den finske borgerkrig. Filmen er klart på De Hvides side.
Den danske dokumentarfilm Springet fra 2017 skildrer Peter de Hemmer Gudme der var frivillig på de hvides side.

### Engelsk
- Alapuro, Risto (1988), State and Revolution in Finland. University of California Press, Berkeley, ISBN 0-520-05813-5.
- Arosalo, Sirkka (1998). Social conditions for political violence: Red and white terror in the Finnish Civil War of 1918. Journal of Peace Research, Vol. 35 Issue 2, pp 147–66.
- Gerrard, Craig (2000). The Foreign Office and British Intervention in the Finnish Civil War. Civil Wars, Vol. 3 Issue 3, pp 87–100.
- Hoppu, Tuomas (2007), Casualties in the battle for Tampere in 1918. Journal of Finnish Military History 26, pp. 8–35. ISSN 0357-816X.
- Hämäläinen, Pekka (1974). Revolution, Civil War, and Ethnic Relations: The Case of Finland. Journal of Baltic Studies, Vol. 5 Issue 2, pp 117–125.
- Hämäläinen, Pekka. (1979). In Time of Storm: Revolution, Civil War and the Ethnolinguistic Issue in Finland. (HIA Book Collection).
- Jussila, Osmo; Hentilä, Seppo; Nevakivi, Jukka (1999), From Grand Duchy to a Modern State: A Political History of Finland since 1809, C. Hurst & Co., ISBN 1-85065-528-6
- Jutikkala, Eino; Pirinen, Kauko (2003), A History of Finland, WSOY, ISBN 951-0-27911-0
- Kirby, D. G. (1978). Revolutionary Ferment in Finland and the Origins of the Civil War 1917-1918. Scandinavian Economic History Review, Vol. 26 Issue 1, pp 15–35.
- Kirby, David (2006), A Concise History of Finland, Cambridge University Press, ISBN 0-521-83225-X, arkiveret fra originalen 9. december 2012, hentet 26. juni 2012
- Lavery, Jason (2007). Finland 1917-1919: Three Conflicts, One Country. Scandinavian Review Volume: 94#3, pp 6+. online udgave Arkiveret 20. april 2010 hos  Wayback Machine.
- Loima, Jyrki. (2007). Genocide and Ethnic Cleansing? The Fate of Russian 'Aliens and Enemies' in the Finnish Civil War in 1918. Historian, Vol. 69 Issue 2, pp 254–274.
- Manninen, Ohto (1978). Red, White and Blue in Finland, 1918: A Survey of Interpretations of the Civil War. Scandinavian Journal of History, Vol. 3 Issue 3, pp 229–249.
- Molchanov, L. (2010). Russia and Finland in 1917-1920: Interstate Delimitation. International Affairs: A Russian Journal of World Politics, Diplomacy & International Relations, Vol. 56 Issue 2, pp 228–237.
- Upton, Anthony F. (1980b), The Finnish Revolution 1917–1918. University of Minnesota Press, Minnesota, ISBN 0-8166-0905-5.

### Finsk
- Ahto, Sampo (1993), Sotaretkillä. I: Manninen, O. (red.) Itsenäistymisen vuodet 1917-1920, osa II Taistelu vallasta, pp. 180–445. ISBN 951-37-0728-8.
- Alapuro, Risto (1992), Valta ja valtio – miksi vallasta tuli ongelma 1900-luvun vaihteessa. I: Haapala, P. (red.): Talous, valta ja valtio. Tutkimuksia 1800-luvun Suomesta, pp. 251–267, ISBN 951-9066-53-5.
- Apunen, Osmo (1987), Rajamaasta tasavallaksi. In: Blomstedt, Y. (ed.) Suomen historia 6, Sortokaudet ja itsenäistyminen, pp. 47–404. WSOY. ISBN 951-35-2495-7.
- Arimo, Reino (1991), Saksalaisten sotilaallinen toiminta Suomessa 1918, Pohjois-Suomen Historiallinen Yhdistys, ISBN 951-96174-4-2
- Aunesluoma, Juhana; Häikiö, Martti (1995), Suomen vapaussota 1918. Kartasto ja tutkimusopas, W. Soderstrom, ISBN 951-0-20174-X
- Eerola, Jari; Eerola, Jouni (1998), Henkilötappiot Suomen sisällissodassa 1918, W. Soderstrom, ISBN 952-91-0001-9
- Enckell, Carl (1956), Poliittiset muistelmani I
- Haapala, Pertti (1986), Tehtaan valossa. Teollistuminen ja työväestön muodostuminen Tampereella 1820–1920, ISBN 951-9254-75-7
- Haapala, Pertti (1992), Työväenluokan synty. I: Haapala, P. (red.): Talous, valta ja valtio. Tutkimuksia 1800-luvun Suomesta, pp. 227–249. ISBN 951-9066-53-5.
- Haapala, Pertti (1993), Luokkasota, Historiallinen Aikakauskirja 2/1993, arkiveret fra originalen 28. november 2007, hentet 26. juni 2012
- Haapala, Pertti (1995), Kun yhteiskunta hajosi, Suomi 1914–1920, ISBN 951-37-1532-9
- Haapala, Pertti (2008), Monta totuutta. I: Hoppu, T. et al. (red.): Tampere 1918, pp. 255–261. ISBN 978-951-609-369-0.
- Haapala, Pertti (2009), Yhteiskunnallinen kompromissi. I: Haapala, P. & Hoppu, T. (eds.): Sisällissodan pikkujättiläinen, pp. 395–404. ISBN 978-951-0-35452-0.
- Hokkanen, Kari (1986), Kyösti Kallio I (1873–1929). Valtioneuvostonkanslia. WSOY. ISBN 951-0-13876-2.
- Hoppu, Tuomas (2008), Tampere – sodan katkerin taistelu. I: Hoppu, T. et al. (eds.): Tampere 1918, pp. 96–161. ISBN 978-951-609-369-0.
- Hoppu, Tuomas (2009a), Sisällissodan puhkeaminen. In: Haapala, P. & Hoppu, T. (eds.): Sisällissodan pikkujättiläinen, pp. 92–111. ISBN 978-951-0-35452-0.
- Hoppu, Tuomas (2009b), Taistelevat osapuolet ja johtajat. I: Haapala, P. & Hoppu, T. (eds.): Sisällissodan pikkujättiläinen, pp. 112–143. ISBN 978-951-0-35452-0.
- Hoppu, Tuomas (2009c), Valkoisten voitto. I: Haapala, P. & Hoppu, T. (eds.): Sisällissodan pikkujättiläinen, pp. 199–223. ISBN 978-951-0-35452-0.
- Huhta, Ilkka (ed.) (2009), Sisällisota ja kirkko 1918, ISBN 978-952-5031-55-3.
- Jussila, Osmo (2007), Suomen historian suuret myytit. WSOY. ISBN 978-951-0-33103-3.
- Jutikkala, Eino (1995), Maaliskuun vallankumouksesta toukokuun paraatiin 1918. I: Aunesluoma, J. & Häikiö, M. (eds.) Suomen vapaussota 1918. Kartasto ja tutkimusopas, pp. 11–20. ISBN 951-0-20174-X.
- Kalela, Jorma (2008a), Miten Suomi syntyi?. I: Pernaa, V. & Niemi, K. Mari (eds.): Suomalaisen yhteiskunnan poliittinen historia, pp. 15–30. ISBN 978-951-37-5321-4.
- Kalela, Jorma (2008b), Yhteiskunnallinen kysymys ja porvarillinen reformismi. I: Pernaa, V. & Niemi, K. Mari (eds.): Suomalaisen yhteiskunnan poliittinen historia, pp. 31–44. ISBN 978-951-37-5321-4.
- Kalela, Jorma (2008c), Suomi ja eurooppalainen vallankumousvaihe. I: Pernaa, V. & Niemi, K. Mari (eds.): Suomalaisen yhteiskunnan poliittinen historia, pp. 95–109. ISBN 978-951-37-5321-4.
- Kekkonen, Jukka (1991), Laillisuuden haaksirikko, rikosoikeudenkäyttö Suomessa vuonna 1918. ISBN 951-640-547-9.
- Keränen, Jorma (1992), Suomen itsenäistymisen kronikka, Jyväskylä: Gummerus, ISBN 951-20-3800-5
- Ketola, Eino (1987), Kansalliseen kansanvaltaan. Suomen itsenäisyys, sosiaalidemokraatit ja Venäjän vallankumous 1917, ISBN 951-30-6728-9
- Kettunen, Pauli (1994), Suojelu, suoritus, subjekti. Työsuojelu teollistuvan Suomen yhteiskunnallisissa ajattelu- ja toimintatavoissa . Historiallisia tutkimuksia 189. Suomen historiallinen seura.
- Klinge, Matti (1997), Keisarin Suomi. ISBN 951-50-0682-1.
- Kolbe, Laura & Nyström, Samu (2008), Helsinki 1918. Pääkaupunki ja sota. ISBN 978-952-492-138-1.
- Kuisma, Markku (2010), Sodasta syntynyt. Itsenäisen Suomen synty Sarajevon laukauksista Tarton rauhaan 1914-1920. ISBN 978-951-0-36340-9.
- Lackman, Matti (2000), Suomen vai Saksan puolesta ? Jääkäreiden tuntematon historia, Otava, ISBN 951-1-16158-X
- Lackman, Matti (2009), Jääkäriliike. In: Haapala, P. & Hoppu, T. (eds.): Sisällissodan pikkujättiläinen, pp. 48–57. ISBN 978-951-0-35452-0.
- Lappalainen, Jussi T. (1981), Punakaartin sota, osat I-II, ISBN 951-859-071-0
- Linnanmäki, Eila (2005), Espanjantauti Suomessa. Influenssaepidemia 1918–1920, ISBN 951-746-716-8
- Manninen, Ohto, red. (1992-1993), Itsenäistymisen vuodet 1917–1920, parts I-III., VAPK-kustannus, ISBN 951-37-0730-X
- Manninen, Ohto (1993), Vapaussota, Historiallinen Aikakauskirja 2/1993, arkiveret fra originalen 28. november 2007, hentet 26. juni 2012
- Manninen, Ohto (1995), Vapaussota – osana suursotaa ja Venäjän imperiumin hajoamista. I: Aunesluoma, J. & Häikiö, M. (eds.) Suomen vapaussota 1918. Kartasto ja tutkimusopas, pp. 21–32. ISBN 951-0-20174-X.
- Manninen, Turo (1993a), Työväenkaartien kehitys maaliskuusta marraskuuhun 1917. I: Manninen, O. (ed.) Itsenäistymisen vuodet 1917-1920, osa I Irti Venäjästä, pp. 324–343. ISBN 951-37-0728-8.
- Manninen, Turo (1993b), Kaartit vastakkain. I: Manninen, O. (ed.) Itsenäistymisen vuodet 1917-1920, osa I Irti Venäjästä, pp. 346–395. ISBN 951-37-0728-8.
- Manninen, Turo (1993c), Tie sotaan. I: Manninen, O. (ed.) Itsenäistymisen vuodet 1917-1920, osa I Irti Venäjästä, pp. 398–432. ISBN 951-37-0728-8.
- Marjomaa, Risto (2004), Maailmanvallankumouksen liepeillä. VNKJS 4/2004, ISBN 952-5354-46-6.
- Meinander, Henrik (1999), Tasavallan tiellä. Siteet katkeavat, pp.  11–52, ISBN 951-50-1055-1.
- Meinander, Henrik (2006), Suomen historia. Linjat, rakenteet, käännekohdat, ISBN 978-951-0-30809-7.
- Mickelsson, Rauli (2007), Suomen puolueet – historia, muutos ja nykypäivä, ISBN 978-951-768-217-6.
- Olkkonen, Tuomo (2003), Modernisoituva suuriruhtinaskunta. In: Zetterberg, S. (ed.) Suomen historian pikkujättiläinen, pp. 465–533, ISBN 951-0-27365-1.
- Paavolainen, Jaakko (1966), Poliittiset väkivaltaisuudet Suomessa 1918, 1 Punainen terrori
- Paavolainen, Jaakko (1967), Poliittiset väkivaltaisuudet Suomessa 1918, 2 Valkoinen terrori
- Paavolainen, Jaakko (1971), Vankileirit Suomessa 1918, ISBN 951-30-1015-5
- Peltonen, Ulla-Maija (2003), Muistin paikat. Vuoden 1918 sisällissodan muistamisesta ja unohtamisesta., ISBN 951-746-468-1
- Pietiäinen, Jukka-Pekka (1992), Suomen ulkopolitiikan alku. I: Manninen, O. (ed.) Itsenäistymisen vuodet 1917-1920, osa III Katse tulevaisuuteen, pp. 252–403. ISBN 951-37-0729-6.
- Piilonen, Juhani (1992), Kansallisen eheytyksen ensi askeleet. I: Manninen, O. (ed.) Itsenäistymisen vuodet 1917-1920, osa III Katse tulevaisuuteen, pp. 228–249. ISBN 951-37-0729-6
- Piilonen, Juhani (1993), Rintamien selustassa. In: Manninen, O. (ed.) Itsenäistymisen vuodet 1917-1920, osa II Taistelu vallasta, pp. 486–627. ISBN 951-37-0728-8.
- Rautkallio, Hannu (1977), Kaupantekoa Suomen itsenäisyydellä. Saksan sodanpäämäärät Suomessa 1917-1918, ISBN 951-0-08492-1. {{citation}}: Tjek |isbn=: invalid character (hjælp)
- Roselius, Aapo (2006), Amatöörien sota. Rintamataisteluiden henkilötappiot Suomen sisällissodassa 1918. VNJK 1/2006, ISBN 952-5354-92-X.
- Salkola, Marja-Leena (1985), Työväenkaartien synty ja kehitys 1917–1918 ennen kansalaissotaa, ISBN 951-859-739-1
- Soikkanen, Timo (2008), Taistelu autonomiasta. I: Pernaa, V. & Niemi, K. Mari (eds.): Suomalaisen yhteiskunnan poliittinen historia, pp. 45–94, ISBN 978-951-37-5321-4.
- Suodenjoki, Sami (2009a), Siviilihallinto. I: Haapala, P. & Hoppu, T. (eds.): Sisällissodan pikkujättiläinen, pp. 246–269. ISBN 978-951-0-35452-0.
- Suodenjoki, Sami (2009b), Vankileirit. I: Haapala, P. & Hoppu, T. (eds.): Sisällissodan pikkujättiläinen, pp. 335–355. ISBN 978-951-0-35452-0.
- Tikka, Marko (2004), Kenttäoikeudet. Välittömät ratkaisutoimet Suomen sisällissodassa 1918, ISBN 951-746-651-X
- Tikka, Marko (2006), Terrorin aika. Suomen levottomat vuodet 1917–1921, Jyväskylä: Gummerus, ISBN 951-20-7051-0
- Tikka, Marko (2009a), Kun kansa leikki kuningasta. Suomen suuri lakko 1905. Suomen Kirjallisuuden Seura 1247. ISBN 978-952-222-141-4.
- Tikka, Marko (2009b), Punainen ja valkoinen terrori. I: Haapala, P. & Hoppu, T. (eds.): Sisällissodan pikkujättiläinen, pp. 226–245. ISBN 978-951-0-35452-0.
- Uola, Mikko (1998), Seinää vasten vain; poliittisen väkivallan motiivit Suomessa 1917–1918, ISBN 978-951-11-5440-2
- Upton, Anthony F. (1980-1981), Vallankumous Suomessa 1917–1918, osat I-II, ISBN 951-26-1828-1
- Vares, Vesa (1998), Kuninkaantekijät. Suomalainen monarkia 1917–1919, myytti ja todellisuus, WSOY, ISBN 951-0-23228-9
- Vares, Vesa (2009), Kuningashankkeesta tasavallan syntyyn. I: Haapala, P. & Hoppu, T. (eds.): Sisällissodan pikkujättiläinen, pp. 376–394. ISBN 978-951-0-35452-0.
- Westerlund, Lars (2004a), Sotaoloissa vuosina 1914–1922 surmansa saaneet, VNKJS 10/2004, ISBN 952-5354-52-0
- Westerlund, Lars (ed.) (2004b), Venäläissurmat Suomessa 1914-1922, 2.1. VNJK 2/2004, ISBN 952-5354-44-X.
- Ylikangas, Heikki (1986), Käännekohdat Suomen historiassa, Söderström, ISBN 951-0-13745-6
- Ylikangas, Heikki (1993a), Tie Tampereelle, WSOY, ISBN 951-0-18897-2
- Ylikangas, Heikki (1993b), Sisällissota, Historiallinen Aikakauskirja 2/1993, arkiveret fra originalen 17. januar 2014, hentet 26. juni 2012